# Liste der Weltraumausstiege
Diese Liste beinhaltet alle Weltraum- und Mondausflüge (englisch Extra-vehicular Activity (EVA) zu deutsch etwa Außenbordeinsatz) bis April 2024.
Sie beschreibt den Aufenthalt eines Raumfahrers außerhalb seines Raumschiffes.
Bei den Mondausflügen bezeichnet sie den Aufenthalt der Astronauten außerhalb der Landekapsel.
Bei allen Außenbordaktivitäten auf dem Mond waren die Astronauten ohne Sicherung unterwegs und teilweise so weit von ihrer Landefähre entfernt, dass sie diese nicht mehr sehen konnten (vgl. Mondauto).
Mit Ausnahme der Mondausflüge und einiger US-amerikanischer EVAs waren alle Kosmonauten und Astronauten bei ihren Ausstiegen ständig durch eine Sicherheitsleine mit ihrem Raumschiff verbunden.
Bei sieben NASA-Weltraumausstiegen wurde zu Testzwecken auf eine Zusatzsicherung verzichtet:
- 1984 wurde sechs Mal die Manned Maneuvering Unit erprobt und einmal 1994 das SAFER-Rettungsgerät.

Außerdem gibt es noch Außenbordtätigkeiten, die ohne die Schleuse zu verlassen ausgeführt werden können, solche werden als Stand-Up-EVA bezeichnet.
Bei EVA`s werden hauptsächlich Reparaturen und Instandsetzungsarbeiten an einem jeweiligen Raumschiff, Satellit oder einer Raumstation durchgeführt. Bei Außenbordeinsätzen auf anderen Himmelskörpern wie dem Mond, geht es hauptsächlich um den wissenschaftlichen Aspekt. Dabei muss man beachten, dass diese Einsätze oft Jahre im Voraus geplant werden, sodass die Astronauten oder Kosmonauten, dies auf der Erde trainieren können.
Bei einigen Ausstiegen differieren die Angaben in unterschiedlichen Quellen.
Das ist zum Teil darauf zurückzuführen, dass im sowjetisch/russischen Bereich Außenbordtätigkeiten vom Öffnen bis zu Schließen der Luken gerechnet werden, während bei amerikanischen Shuttle-Missionen ab STS-26 die gesamte Zeit des Aufenthaltes im Vakuum, auch innerhalb der Schleuse, berechnet wird. Bei chinesischen Außenbordeinsätzen beginnt die Berechnung, wenn die Fußsohlen des Raumfahrers die Schleuse durchquert haben.
Einige Flüge des Space Shuttle wurden für das amerikanische Verteidigungsministerium durchgeführt.
Der genaue Missionsverlauf unterlag deshalb der Geheimhaltung.
Es ist möglich, dass während dieser Flüge ebenfalls Außenbordaktivitäten durchgeführt wurden, die in der offiziellen NASA-Statistik nicht auftauchen.

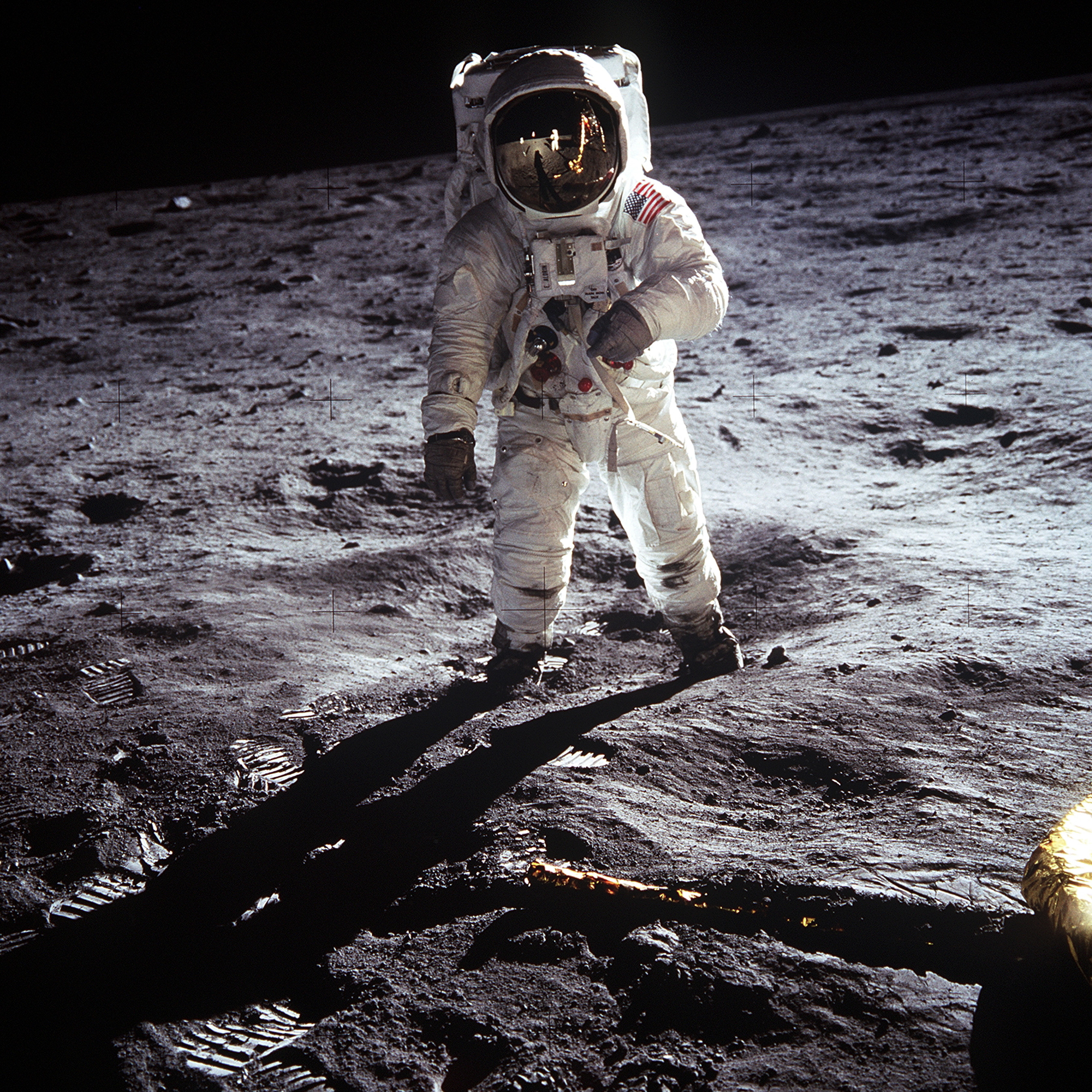
Buzz Aldrin auf dem Mond während Apollo 11 – unter Mondschwerkraft (1969)
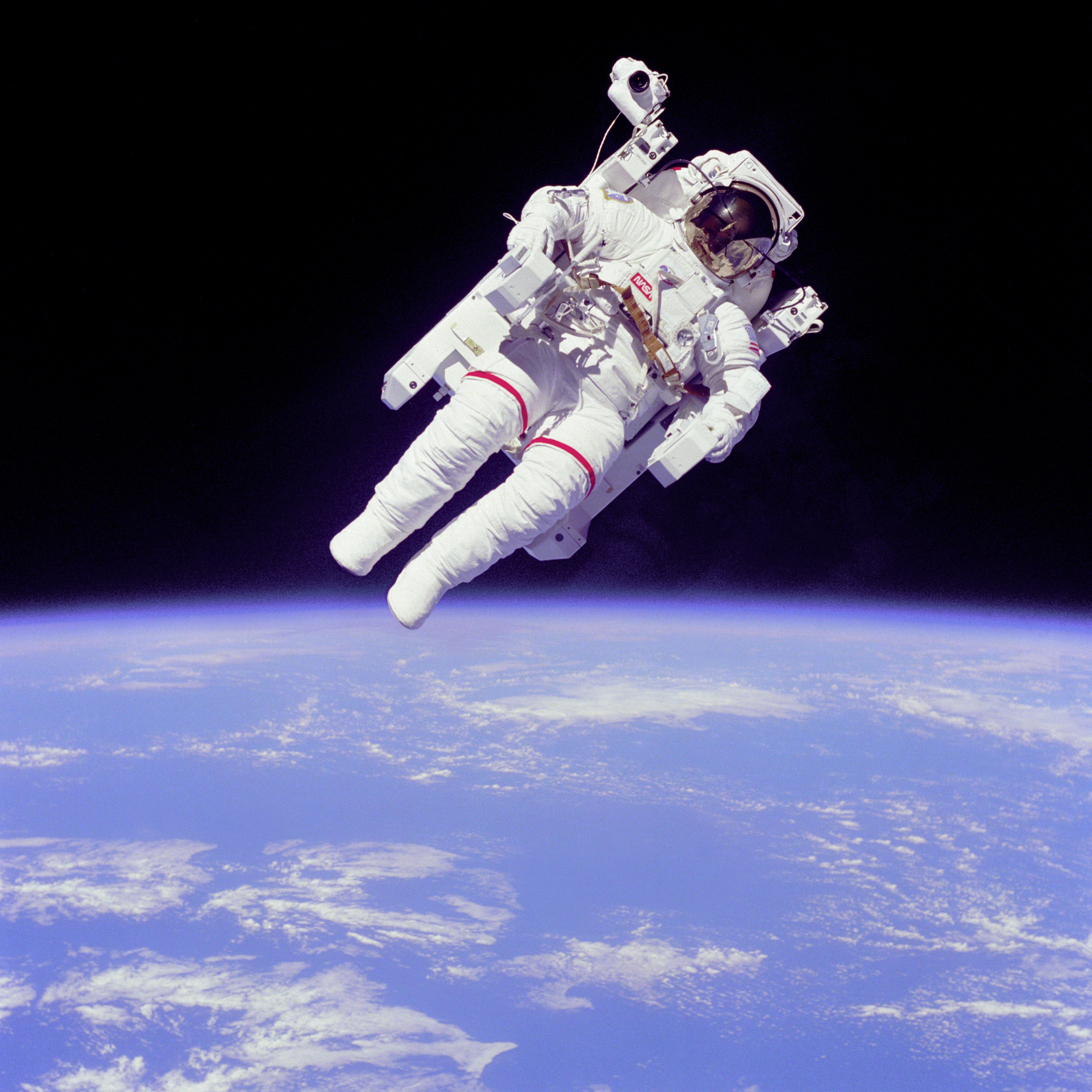
Bruce McCandless beim ersten Weltraumausstieg ohne Sicherung – mit Rückstoßantrieb der MMU (1984)
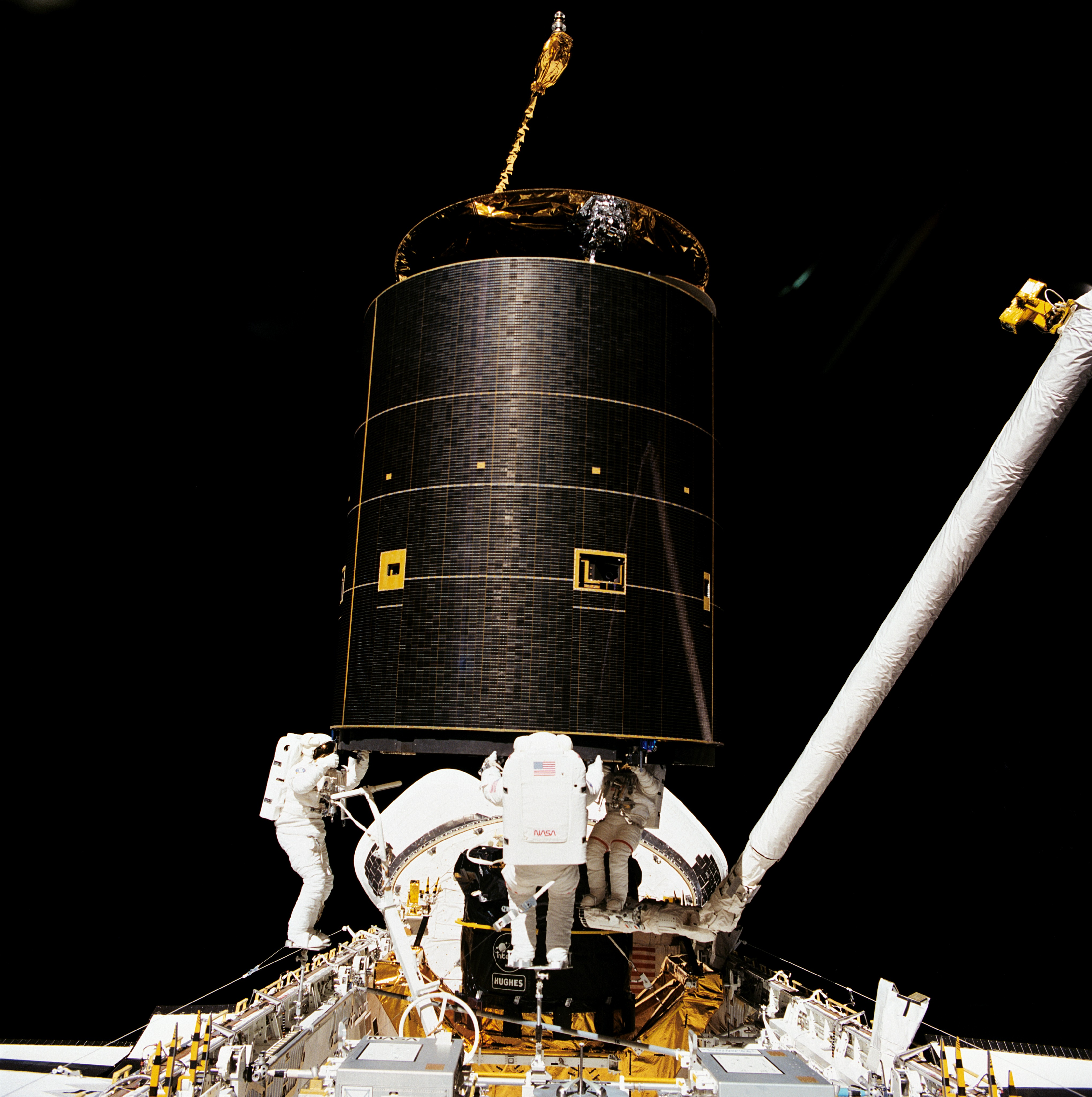
STS-49 war bisher die einzige Mission, bei der sich gleichzeitig drei Astronauten außerhalb eines Raumschiffes befanden – jeder hat seine Schuhe auf einer kleinen Plattform befestigt (1992)

## Liste
| Inhaltsverzeichnis: 1960er · 1970er · 1980er · 1990er · 2000er · 2010er · 2020er                                                                                               |                                            |                                                            |                                        |                 | |
| Nr. | Raumschiff                                 | Ausführender                                               | Start und Ende (UTC)                   | Dauer           | Bemerkungen |
| 1960er - 66 - 69 |                                            |                                                            |                                        |                 | |
| 001. | Woschod 2                                  | Alexei Leonow                                              | 18. März 1965 08:34:51 – 08:47         | 0 h 12 min      | Erster Ausstieg in den Weltraum |
| 002. | Gemini 4                                   | Edward White                                               | 3. Juni 1965 19:46 – 20:06             | 0 h 20 min      | Erste US-EVA, Test einer Gasdruck-Rückstoßpistole zum Manövrieren (Hand-Held Maneuvering Unit, HHMU) |
| |                                            |                                                            |                                        |                 | |
| 003. | Gemini 9A                                  | Gene Cernan                                                | 5. Juni 1966 15:02 – 17:09             | 2 h 07 min      | Komplexe EVA, Visier beschlagen, Fehlschlag eines Tests für ein Manövriergerät (AMU) |
| 004. | Gemini 10: EVA 1                           | Michael Collins (Stand-Up-EVA)                             | 19. Juli 1966 21:44 – 22:33            | 0 h 49 min      | In der offenen Luke stehend werden verschiedene Kameras und Aufnahmetechniken getestet |
| 005. | Gemini 10: EVA 2                           | Michael Collins                                            | 20. Juli 1966 23:01 – 23:40            | 0 h 39 min      | Demontage eines Mikrometeoritendedektors, Nutzung eines HHMU um zur Agena 8 zu gelangen, Kamera verloren |
| 006. | Gemini 11: EVA 1                           | Richard Gordon                                             | 13. September 1966 14:44 – 15:17       | 0 h 33 min      | zwei Ausstiege (17 und 16 min) mit 70 min Pause, Tests vom Manövriereinrichtungen |
| 007. | Gemini 11: EVA 2                           | Richard Gordon                                             | 14. September 1966 12:49 – 14:57       | 2 h 08 min      | Seilverbindung zum Zielsatellit Agena 11, Kamerainstallation, Demontage Außenbordexperimente |
| 008. | Gemini 12: EVA 1                           | Buzz Aldrin (Stand-Up-EVA)                                 | 12. November 1966 16:15 – 18:44        | 2 h 29 min      | In der offenen Luke stehend – UV-Fotos |
| 009. | Gemini 12: EVA 2                           | Buzz Aldrin                                                | 13. November 1966 15:34 – 17:40        | 2 h 06 min      | Komplexe EVA Tests; Verbindungsleine zu Agena 12 |
| 010. | Gemini 12: EVA 3                           | Buzz Aldrin (Stand-Up-EVA)                                 | 14. November 1966 14:52 – 15:47        | 0 h 55 min      | In der offenen Luke stehend (Stand-Up-EVA) – UV Fotos |
| |                                            |                                                            |                                        |                 | |
| 011. | Sojus 4 Sojus 5                            | Jewgeni Chrunow Alexei Jelissejew                          | 16. Januar 1969 12:43 – 01:15          | 0 h 37 min      | Erste Außenbordtätigkeit von 2 Personen; erstes Umsteigen von einem Raumschiff in ein anderes (von Sojus 5 nach Sojus 4) |
| 012. | Apollo 9                                   | David Scott (Stand-Up-EVA) Rusty Schweickart               | 6. März 1969 16:45 – 18:02             | 1 h 17 min      | Testen des Mond-Raumanzugs |
| 013. | Apollo 11: Mondausflug                     | Neil Armstrong Buzz Aldrin                                 | 21. Juli 1969 02:39:33 – 05:11:13      | 2 h 31 min 40 s | Erster Mondausflug Radius 100 m; zwei wissenschaftliche Geräte aufgestellt (EASEP) |
| 014. | Apollo 12: 1. Mondausflug                  | Pete Conrad Alan Bean                                      | 19. November 1969 11:32:35 – 15:28:38  | 3 h 56 min 03 s | Stellten ALSEP auf (Gebiet Oceanus Procellarum) |
| 015. | Apollo 12: 2. Mondausflug                  | Pete Conrad Alan Bean                                      | 20. November 1969 03:54:45 – 07:44     | 3 h 49 min 15 s | Sammelten Proben von Surveyor 3; gesamte Exkursionsstrecke zu Fuß ca. 1300 m |
| 1970er - 72 - 73 - 74 - 77 - 78 - 79 |                                            |                                                            |                                        |                 | |
| 016. | Apollo 14: 1. Mondausflug                  | Alan Shepard Edgar Mitchell                                | 5. Februar 1971 14:42:13 – 19:30:50    | 4 h 47 min 50 s | Aufstellen des ALSEP; Gebiet Fra Mauro |
| 017. | Apollo 14: 2. Mondausflug                  | Alan Shepard Edgar Mitchell                                | 6. Februar 1971 08:11:15 – 12:45:56    | 4 h 34 min 41 s | Ausflug zum Cone Krater; Handkarren Exkursionsstrecke ca. 3000 m |
| 018. | Apollo 15                                  | David Scott (Stand-Up-EVA)                                 | 31. Juli 1971 00:16:49 – 00:49:56      | 0 h 33 min 07 s | Stand-Up-EVA in der oberen LM-Schleuse |
| 019. | Apollo 15: 1. Mondausflug                  | David Scott James Irwin                                    | 31. Juli 1971 13:12:17 – 19:45:59      | 6 h 32 min 42 s | Aufstellen des LRV; ALSEP |
| 020. | Apollo 15: 2. Mondausflug                  | David Scott James Irwin                                    | 1. August 1971 11:48:48 – 19:01:02     | 7 h 12 min 14 s | Mondexkursion zu Mount Hadley Delta |
| 021. | Apollo 15: 3. Mondausflug                  | David Scott James Irwin                                    | 2. August 1971 08:52:14 – 13:42:04     | 4 h 49 min 50 s | Mondfahrt zur Hadley-Rille; Exkursionsstrecke gesamt über 27,9 km |
| 022. | Apollo 15: Rückflug EVA                    | James Irwin (Stand-Up-EVA) Alfred Worden                   | 5. August 1971 15:31:12 – 16:10:19     | 0 h 39 min 07 s | Bergung von Filmkassetten aus dem Geräteteil |
| |                                            |                                                            |                                        |                 | |
| 023. | Apollo 16: 1. Mondausflug                  | John Young Charles Duke                                    | 21. April 1972 16:47:28 – 23:58:40     | 7 h 11 min 02 s | Aufstellen des LRV; ALSEP; Hochebene Descartes |
| 024. | Apollo 16: 2. Mondausflug                  | John Young Charles Duke                                    | 22. April 1972 16:33:35 – 23:56:44     | 7 h 23 min 09 s | Mondexkursion zum Stone Mountain |
| 025. | Apollo 16: 3. Mondausflug                  | John Young Charles Duke                                    | 23. April 1972 15:25:28 – 21:05:31     | 5 h 40 min 03 s | Fahrt zum Smokey Mountain; Exkursionsstrecke ca. 27,1 km |
| 026. | Apollo 16: Rückflug EVA                    | Charles Duke (Stand-Up-EVA) Ken Mattingly                  | 25. April 1972 20:33:46 – 21:57:28     | 1 h 23 min 42 s | Bergung von Filmkassetten aus dem Geräteteil |
| 027. | Apollo 17: 1. Mondausflug                  | Eugene Cernan Jack Schmitt                                 | 11. Dezember 1972 23:54:49 – 07:06:42  | 7 h 11 min 53 s | Aufstellen des LRV und des ALSEP; Taurus-Littrow-Region |
| 028. | Apollo 17: 2. Mondausflug                  | Eugene Cernan Jack Schmitt                                 | 12. Dezember 1972 23:28:06 – 07:05:02  | 7 h 36 min 56 s | Fahrt zum Süd-Massiv |
| 029. | Apollo 17: 3. Mondausflug                  | Eugene Cernan Jack Schmitt                                 | 13. Dezember 1972 22:25:48 – 05:40:56  | 7 h 15 min 08 s | Fahrt zum Nord-Massiv; Gesamtexkursionsstrecke etwa 34 km |
| 030. | Apollo 17: Rückflug EVA                    | Jack Schmitt (Stand-Up-EVA) Ronald Evans                   | 17. Dezember 1972 20:27:40 – 21:33:24  | 1 h 05 min 44 s | Bergung von Filmkassetten aus dem Geräteteil |
| |                                            |                                                            |                                        |                 | |
| 031. | Skylab 2 CM: EVA 1                         | Paul Weitz (Stand-Up-EVA)                                  | 26. Mai 1973 00:40 – 01:20             | 0 h 40 min      | vergeblicher Versuch die verklemmte Solarzellenfläche zu öffnen ohne die Schleuse zu verlassen |
| 032. | Skylab 2 CM: EVA 2                         | Pete Conrad Joseph Kerwin                                  | 7. Juni 1973 15:15 – 18:40             | 3 h 25 min      | Öffnen der Solarpaneele |
| 033. | Skylab 2 CM: EVA 3                         | Pete Conrad Paul Weitz                                     | 19. Juni 1973 10:55 – 12:31            | 1 h 36 min      | Ersetzen der Film-Kassetten im ATM |
| 034. | Skylab 3: EVA 1                            | Owen Garriott Jack Lousma                                  | 6. August 1973 17:30 – 00:01           | 6 h 31 min      | Installieren eines Doppelstangen-Solarschutzsegels und Austausch der Film-Kassetten im ATM |
| 035. | Skylab 3: EVA 2                            | Owen Garriott Jack Lousma                                  | 24. August 1973 16:24 – 20:55          | 4 h 31 min      | Film-Kassetten im ATM tauschen, Wartung defekter Gyroskope |
| 036. | Skylab 3: EVA 3                            | Owen Garriott Alan Bean                                    | 22. September 1973 11:18 – 13:59       | 2 h 41 min      | Film-Kassetten im ATM tauschen |
| 037. | Skylab 4: EVA 1                            | Edward Gibson William Pogue                                | 22. November 1973 17:42 – 00:15        | 6 h 33 min      | Antennen-Reparatur, Fotos |
| 038. | Skylab 4: EVA 2                            | Gerald Carr William Pogue                                  | 25. Dezember 1973 16:00 – 23:01        | 7 h 01 min      | Fortsetzung der Reparatur; Fotografieren des Asteroiden Nürnberg, Anbringen der Film-Kassetten im ATM |
| 039. | Skylab 4: EVA 3                            | Gerald Carr Edward Gibson                                  | 29. Dezember 1973 17:00 – 20:29        | 3 h 29 min      | Fotografieren des Asteroiden Nürnberg; Bergen von Materialproben |
| |                                            |                                                            |                                        |                 | |
| 040. | Skylab 4: EVA 4                            | Gerald Carr Edward Gibson                                  | 3. Februar 1974 15:19 – 20:38          | 5 h 19 min      | Entfernen der Film-Kassetten im ATM; Aufnahmen von Komet Kohoutek |
| |                                            |                                                            |                                        |                 | |
| 041. | Saljut 6 - PE-1 - Sojus 26                 | Juri Romanenko (Stand-Up-EVA) Georgi Gretschko             | 19. Dezember 1977 21:36 – 23:04        | 1 h 28 min      | Test des Orlan-D-Weltraumanzugs, Kontrolle des Kopplungsstutzens |
| |                                            |                                                            |                                        |                 | |
| 042. | Saljut 6 - PE-2 - Sojus 29                 | Wladimir Kowaljonok (Stand-Up-EVA) Alexander Iwantschenkow | 29. Juli 1978 04:00 – 06:20 (???)      | 2 h 05 min      | Experimente einsammeln |
| |                                            |                                                            |                                        |                 | |
| 043. | Saljut 6 - PE-3 - Sojus 34                 | Waleri Rjumin Wladimir Ljachow                             | 15. August 1979 14:16 – 15:39          | 1 h 23 min      | Entfernung des verklemmten Radioteleskops KRT-10 vom Kopplungsstutzen, Rjumin gerät kurzzeitig in bedrohliche Situation |
| 1980er - 83 - 84 - 85 - 86 - 87 - 88 |                                            |                                                            |                                        |                 | |
| 044. | Saljut 7 - PE-1 - Sojus T-5                | Anatoli Beresowoi (Stand-Up-EVA) Walentin Lebedew          | 30. Juli 1982 02:39 – 05:12            | 2 h 33 min      | Einholen der Experimente |
| |                                            |                                                            |                                        |                 | |
| 045. | STS-6: EVA 1                               | Story Musgrave Donald Peterson                             | 7. April 1983 21:05 – 01:15            | 4 h 10 min      | EMU-Tests ohne Sicherheitsleine innerhalb des Frachtraumes |
| 046. | Saljut 7 - PE-2 - Sojus T-9: EVA 1         | Wladimir Ljachow Alexander Alexandrow                      | 1. November 1983 04:47 – 07:36         | 2 h 50 min      | Hinzufügen einer Solarzellenfläche |
| 047. | Saljut 7 - PE-2 - Sojus T-9: EVA 2         | Wladimir Ljachow Alexander Alexandrow                      | 3. November 1983 03:47 – 06:42         | 2 h 55 min      | Hinzufügen einer weiteren Solarzellenfläche |
| |                                            |                                                            |                                        |                 | |
| 048. | STS-41-B: EVA 1                            | Bruce McCandless Robert Stewart                            | 7. Februar 1984                        | 5 h 55 min      | Erste EVA ohne Sicherung, MMU-Tests; Probe der SMM-Reparatur |
| 049. | STS-41-B: EVA 2                            | Bruce McCandless Robert Stewart                            | 9. Februar 1984                        | 6 h 17 min      | MMU-Tests; Probe der SMM-Reparatur |
| 050. | STS-41-C: EVA 1                            | George Nelson James van Hoften                             | 8. April 1984 14:18 – 16:56            | 2 h 38 min      | Einfangen des Solar Max-Satelliten zunächst misslungen |
| 051. | STS-41-C: EVA 2                            | George Nelson James van Hoften                             | 11. April 1984 08:58 – 15:42           | 6 h 44 min      | Reparatur des Solar Max |
| 052. | Saljut 7 - PE-3 - Sojus T-11: EVA 1        | Leonid Kisim Wladimir Solowjow                             | 23. April 1984 04:31 – 08:46           | 4 h 20 min      | Vorbereitung der Reparatur einer defekten Treibstoffleitung der Triebwerksanlage (ODU) |
| 053. | Saljut 7 - PE-3 - Sojus T-11: EVA 2        | Leonid Kisim Wladimir Solowjow                             | 26. April 1984 02:40 – 07:40           | 4 h 56 min      | Lokalisierung des Defekts der ODU |
| 054. | Saljut 7 - PE-3 - Sojus T-11: EVA 3        | Leonid Kisim Wladimir Solowjow                             | 29. April 1984 01:35 – 04:20           | 2 h 45 min      | Installation einer zusätzlichen Treibstoffleitung |
| 055. | Saljut 7 - PE-3 - Sojus T-11: EVA 4        | Leonid Kisim Wladimir Solowjow                             | 3. Mai 1984 23:15 – 02:00              | 2 h 45 min      | Installation einer weiteren zusätzlichen Treibstoffleitung |
| 056. | Saljut 7 - PE-3 - Sojus T-11: EVA 5        | Leonid Kisim Wladimir Solowjow                             | 18. Mai 1984 17:52 – 20:57             | 3 h 05 min      | Hinzufügen zweier zusätzlicher Segmente an einer Solarzellenfläche |
| 057. | Saljut 7 - VE-4 - Sojus T-12: EVA 1        | Swetlana Sawizkaja Wladimir Dschanibekow                   | 25. Juli 1984 14:55 – 18:29            | 3 h 35 min      | Die erste EVA einer Frau; Tests neuer Werkzeuge für EVA |
| 058. | Saljut 7 - PE-3 - Sojus T-11: EVA 6        | Leonid Kisim Wladimir Solowjow                             | 8. August 1984 08:46 – 13:46           | 5 h             | Fertigstellen der ODU-Reparatur, Abquetschen der undichten Stelle |
| 059. | STS-41-G: EVA 1                            | David Leestma Kathryn D. Sullivan                          | 11. Oktober 1984                       | 3 h 29 min      | Test des orbitalen Betankens |
| 060. | STS-51-A: EVA 1                            | Joseph P. Allen Dale Gardner                               | 12. November 1984 13:25 – 19:25        | 6 h             | Einholen des Palapa B-2 Satelliten durch Einsatz des MMU |
| 061. | STS-51-A: EVA 2                            | Joseph P. Allen Dale Gardner                               | 14. November 1984 11:09 – 16:51        | 5 h 42 min      | Einholen von Westar VI |
| |                                            |                                                            |                                        |                 | |
| 062. | STS-51-D: EVA 1                            | Jeffrey Hoffman David Griggs                               | 16. April 1985                         | 3 h 06 min      | Assistieren bei der Satellitenreparatur von Syncom IV-3 |
| 063. | Saljut 7 - PE-4 - Sojus T-13: EVA 1        | Wladimir Dschanibekow Wiktor Sawinych                      | 2. August 1985 07:15 – 12:15           | 5 h             | Hinzufügen zweier zusätzlicher Segmente an einer Solarzellenfläche |
| 064. | STS-51-I: EVA 1                            | William Fisher James van Hoften                            | 31. August 1985                        | 7 h 20 min      | Einfangen und Entdrallen von Leasat 3 per Hand; Anbringen von 3 Sicherheitseinrichtungen |
| 065. | STS-51-I: EVA 2                            | William Fisher James van Hoften                            | 1. September 1985                      | 4 h 26 min      | Einsetzen einer neuen Elektronikbox und Batterie, Freigabe von Leasat 3 (Drall von Hand) |
| 066. | STS-61-B: EVA 1                            | Jerry Ross Sherwood Spring                                 | 29. November 1985                      | 5 h 32 min      | Test des Ausleger-Zusammenbaues (Tetraeder-Struktur) |
| 067. | STS-61-B: EVA 2                            | Jerry Ross Sherwood Spring                                 | 1. Dezember 1985                       | 6 h 41 min      | Bau des Auslegers (Länge 14 m), Test des RMS |
| |                                            |                                                            |                                        |                 | |
| 068. | Saljut 7 - PE-6 - Sojus T-15: EVA 1        | Leonid Kisim Wladimir Solowjow                             | 28. Mai 1986 05:43 – 09:33             | 3 h 50 min      | Gitterausleger (ca. 15 m) testen, Proben einsammeln; Installation eines Gerätes zur Laserübertragung telemetrischer Daten |
| 069. | Saljut 7 - PE-6 - Sojus T-15: EVA 2        | Leonid Kisim Wladimir Solowjow                             | 31. Mai 1986 04:57 – 09:57             | 5 h             | Ausleger testen (statische und dynamische Eigenschaften) |
| |                                            |                                                            |                                        |                 | |
| 070. | Mir PE-2 - Sojus TM-2: EVA 1               | Juri Romanenko Alexander Lawejkin                          | 11. April 1987 19:41 – 23:21           | 3 h 40 min      | Inspektion der Schleuse am Kwant-1-Modul; Entfernung eines Fremdkörpers |
| 071. | Mir PE-2 - Sojus TM-2: EVA 2               | Juri Romanenko Alexander Lawejkin                          | 12. Juni 1987 16:55 – 18:48            | 1 h 53 min      | Montage eines Gittergerüstes; Installation zweier Solarpaneele |
| 072. | Mir PE-2 - Sojus TM-2: EVA 3               | Juri Romanenko Alexander Lawejkin                          | 16. Juni 1987 15:30 – 18:45            | 3 h 15 min      | Montage eines Gittergerüstes; Installation zweier Solarpaneele; Ausfahren der Gittergerüste auf 10,5 m und der Solarzellenflächen auf 24 m² |
| |                                            |                                                            |                                        |                 | |
| 073. | Mir PE-3 - Sojus TM-4: EVA 1               | Wladimir Titow Mussa Manarow                               | 26. Februar 1988 09:00 – 13:55         | 4 h 25 min      | Solarpaneel ersetzen |
| 074. | Mir PE-3 - Sojus TM-4: EVA 2               | Wladimir Titow Mussa Manarow                               | 30. Juni 1988 05:33 – 10:43            | 5 h 10 min      | Reparatur des Röntgenstrahlen-Detektors misslungen |
| 075. | Mir PE-3 - Sojus TM-4: EVA 3               | Wladimir Titow Mussa Manarow                               | 20. Oktober 1988 05:59 – 10:11         | 4 h 12 min      | Reparatur des Röntgenstrahlen-Teleskopes |
| 076. | Mir PE-4 - Sojus TM-7: EVA 1               | Alexander Wolkow Jean-Loup Chrétien                        | 9. Dezember 1988 09:57 – 15:57         | 6 h             | Erste französische EVA |
| 1990er - 91 - 92 - 93 - 94 - 95 - 96 - 97 - 98 - 99 |                                            |                                                            |                                        |                 | |
| 077. | Mir PE-5 - Sojus TM-8: EVA 1               | Alexander Wiktorenko Alexander Serebrow                    | 8. Januar 1990 20:23 – 23:19           | 2 h 56 min      | Installation der Sternsucher für autonome Navigation |
| 078. | Mir PE-5 - Sojus TM-8: EVA 2               | Alexander Wiktorenko Alexander Serebrow                    | 11. Januar 1990 18:01 – 20:55          | 2 h 54 min      | Modifikation der Mir für das Kwant-2-Modul |
| 079. | Mir PE-5 - Sojus TM-8: EVA 3               | Alexander Wiktorenko Alexander Serebrow                    | 26. Januar 1990 12:09 – 15:11          | 3 h 02 min      | Test des Orlan-DMA-Raumanzuges und der Plattform für SPK-Freiflugeinheit (entspricht MMU) |
| 080. | Mir PE-5 - Sojus TM-8: EVA 4               | Alexander Wiktorenko Alexander Serebrow                    | 1. Februar 1990 08:15 – 13:14          | 4 h 59 min      | Test des SPK-EVA-Gerätes |
| 081. | Mir PE-5 - Sojus TM-8: EVA 5               | Alexander Wiktorenko Alexander Serebrow                    | 5. Februar 1990 06:08 – 09:53          | 3 h 45 min      | Test des SPK-EVA-Gerätes |
| 082. | Mir PE-6 - Sojus TM-9: EVA 1               | Anatoli Solowjow Alexander Balandin                        | 17. Juli 1990 13:06 – 20:22            | 7 h 16 min      | Reparatur der Sojus TM-9 Isolation, Orientierungsprobleme beim Wiedereinstieg, Einstiegsluke verklemmt, Einstieg erfolgt über Notschleuse |
| 083. | Mir PE-6 - Sojus TM-9: EVA 2               | Anatoli Solowjow Alexander Balandin                        | 26. Juli 1990 11:15 – 14:46            | 3 h 31 min      | Reparatur der Ladeluke des Kwant-2-Modules misslingt |
| 084. | Mir PE-7 - Sojus TM-10: EVA 1              | Gennadi Manakow Gennadi Strekalow                          | 29. Oktober 1990 21:45 – 00:30         | 2 h 45 min      | Reparatur der Ladeluke des Kwant-2-Modules teilweise erfolgreich |
| |                                            |                                                            |                                        |                 | |
| 085. | Mir PE-8 - Sojus TM-11: EVA 1              | Wiktor Afanassjew Mussa Manarow                            | 7. Januar 1991 17:03 – 22:21           | 5 h 18 min      | Reparatur der Ladeluke des Kwant-2-Modules |
| 086. | Mir PE-8 - Sojus TM-11: EVA 2              | Wiktor Afanassjew Mussa Manarow                            | 23. Januar 1991 10:59 – 16:32          | 5 h 33 min      | Installation des Stela-Auslegers |
| 087. | Mir PE-8 - Sojus TM-11: EVA 3              | Wiktor Afanassjew Mussa Manarow                            | 26. Januar 1991 09:00 – 15:20          | 6 h 20 min      | Installation von Trägern für die Solarpaneele |
| 088. | STS-37: EVA 1                              | Jerry Ross Jerome Apt                                      | 7. April 1991                          | 4 h 26 min      | Einholen der GRO-Antenne |
| 089. | STS-37: EVA 2                              | Jerry Ross Jerome Apt                                      | 8. April 1991                          | 5 h 47 min      | Testen von EVA-Ausstattung |
| 090. | Mir PE-8 - Sojus TM-11: EVA 4              | Wiktor Afanassjew Mussa Manarow                            | 25. April 1991 20:29 – 00:03           | 3 h 34 min      | Inspektion der Kurs-Antenne |
| 091. | Mir PE-9 - Sojus TM-12: EVA 1              | Anatolyj Arzebarskyj Sergei Krikaljow                      | 24. Juni 1991 21:11 – 02:09            | 4 h 58 min      | Austauschen der Kurs-Antenne |
| 092. | Mir PE-9 - Sojus TM-12: EVA 2              | Anatolyj Arzebarskyj Sergei Krikaljow                      | 28. Juni 1991 19:02 – 22:26            | 3 h 24 min      | Anbau des TREK-Experimentes |
| 093. | Mir PE-9 - Sojus TM-12: EVA 3              | Anatolyj Arzebarskyj Sergei Krikaljow                      | 15. Juli 1991 11:45 – 17:41            | 5 h 56 min      | Vorbereitungen für den SOFORA-Träger (separater Antriebsblock an der Spitze des Mastes) |
| 094. | Mir PE-9 - Sojus TM-12: EVA 4              | Anatolyj Arzebarskyj Sergej Krikaljow                      | 19. Juli 1991 11:10 – 16:38            | 5 h 28 min      | Zusammenbau des SOFORA-Trägers |
| 095. | Mir PE-9 - Sojus TM-12: EVA 5              | Anatolyj Arzebarskyj Sergej Krikaljow                      | 23. Juli 1991 09:15 – 14:57            | 5 h 42 min      | Zusammenbau des SOFORA-Trägers |
| 096. | Mir PE-9 - Sojus TM-12: EVA 6              | Anatolyj Arzebarskyj Sergej Krikaljow                      | 27. Juli 1991 08:44 – 15:33            | 6 h 49 min      | Fertigstellen des SOFORA-Trägers |
| |                                            |                                                            |                                        |                 | |
| 097. | Mir PE-10 - Sojus TM-13: EVA 1             | Alexander Wolkow Sergej Krikaljow                          | 20. Februar 1992 20:09 – 00:21         | 4 h 12 min      | Montage von Geräten und Hilfsstrukturen für SOFORA, Überhitzungsprobleme bei Wolkows Anzug |
| 098. | STS-49: EVA 1                              | Pierre Thuot Richard Hieb                                  | 10. Mai 1992 20:40 – 00:23             | 3 h 43 min      | Einholen von Intelsat 603 |
| 099. | STS-49: EVA 2                              | Pierre Thuot Richard Hieb                                  | 11. Mai 1992 21:05 – 02:35             | 5 h 30 min      | Reparatur von Intelsat 603 |
| 100. | STS-49: EVA 3                              | Pierre Thuot Richard Hieb Thomas Akers                     | 13. Mai 1992 21:17 – 05:46             | 8 h 29 min      | Erste Außenbord-Aktivität von drei Personen; Reparatur und Freigabe von Intelsat 603 |
| 101. | STS-49: EVA 4                              | Thomas Akers Kathryn Thornton                              | 14. Mai 1992 ca. 21:00 – 04:45         | 7 h 44 min      | Ausstattung für die Raumstation testen |
| 102. | Mir PE-11 - Sojus TM-14: EVA 1             | Alexander Wiktorenko Alexander Kaleri                      | 8. Juli 1992 12:38 – 14:41             | 2 h 03 min      | Inspektion des Kwant-2-Gyroskopes |
| 103. | Mir PE-12 - Sojus TM-15: EVA 1             | Sergei Awdejew Anatoli Solowjow                            | 3. September 1992 13:32 – 17:28        | 3 h 56 min      | Vorbereitungen für die Installation der VDU |
| 104. | Mir PE-12 - Sojus TM-15: EVA 2             | Sergei Awdejew Anatoli Solowjow                            | 7. September 1992 11:47 – 16:55        | 5 h 08 min      | Installation der VDU am Sofora-Träger |
| 105. | Mir PE-12 - Sojus TM-15: EVA 3             | Sergei Awdejew Anatoli Solowjow                            | 11. September 1992 10:06 – 15:50       | 5 h 44 min      | Installation der VDU am Sofora-Träger |
| 106. | Mir PE-12 - Sojus TM-15: EVA 4             | Sergei Awdejew Anatoli Solowjow                            | 15. September 1992 07:49 – 11:22       | 3 h 33 min      | Versetzen des Kurs-Modules auf Kristall, Demontage eines Solarzellenexperimentes |
| |                                            |                                                            |                                        |                 | |
| 107. | STS-54: EVA 1                              | Gregory Harbaugh Mario Runco                               | 17. Januar 1993                        | 4 h 28 min      | Konstruktionstests für die Raumstation |
| 108. | Mir PE-13 - Sojus TM-16: EVA 1             | Gennadi Manakow Alexander Poleschtschuk                    | 19. April 1993 17:15 – 22:40           | 5 h 25 min      | Anbau von Solarpaneelen an Kristall, Verlust des Bedienhebels für den Kranarm |
| 109. | Mir PE-13 - Sojus TM-16: EVA 2             | Gennadi Manakow Alexander Poleschtschuk                    | 18. Juni 1993 17:25 – 21:58            | 4 h 33 min      | Anbau von Solarpaneelen, Reparatur des Kranarms |
| 110. | STS-57: EVA 1                              | George Low Peter Wisoff                                    | 25. Juni 1993                          | 5 h 50 min      | Einrasten der Eureka-Antenne, Test von Arbeitsabläufen |
| 111. | Mir PE-14 - Sojus TM-17: EVA 1             | Wassili Ziblijew Alexander Serebrow                        | 16. September 1993 05:57 – 10:16       | 4 h 18 min      | Untersuchung der Mir-Außenhaut auf Verschleiß; Vorbereitungen für den Zusammenbau der RAPAN-Struktur am Modul Kwant |
| 112. | STS-51: EVA 1                              | James H. Newman Carl Walz                                  | 16. September 1993 08:40 – 15:45       | 7 h 05 min      | Test der Reparatur-Werkzeuge für das Hubble-Weltraumteleskop |
| 113. | Mir PE-14 - Sojus TM-17: EVA 2             | Wassili Ziblijew Alexander Serebrow                        | 20. September 1993 03:51:50 – 07:05:40 | 3 h 13 min      | Zusammenbau der RAPAN-Struktur |
| 114. | Mir PE-14 - Sojus TM-17: EVA 3             | Wassili Ziblijew Alexander Serebrow                        | 28. September 1993 00:57 – 02:48       | 1 h 52 min      | Filmdokumentation über den Zustand der MIR nach dem Perseidenstrom Aug 1993, ein größeres Loch in einem Solarpanel, Ziblijews Raumanzug überhitzt                                                                                               |
| 115. | Mir PE-14 - Sojus TM-17: EVA 4             | Wassili Ziblijew Alexander Serebrow                        | 22. Oktober 1993 15:47 – 16:25         | 0 h 38 min      | Austausch von Materialproben |
| 116. | Mir PE-14 - Sojus TM-17: EVA 5             | Wassili Ziblijew Alexander Serebrow                        | 29. Oktober 1993 13:38 – 17:50         | 4 h 12 min      | Inspektion des Mir-Äußeren |
| 117. | STS-61: EVA 1                              | Story Musgrave Jeffrey Hoffman                             | 5. Dezember 1993 03:44 – 11:38         | 7 h 54 min      | Ersetzen der Gyroskope des Hubble-Weltraumteleskopes |
| 118. | STS-61: EVA 2                              | Thomas Akers Kathryn Thornton                              | 6. Dezember 1993 03:29 – 10:05         | 6 h 36 min      | Ersetzen der Solarpaneele des HST |
| 119. | STS-61: EVA 3                              | Story Musgrave Jeffrey Hoffman                             | 7. Dezember 1993 03:35 – 10:22         | 6 h 47 min      | Ersetzen von WFPC WFPC-2 am Hubble-Weltraumteleskop |
| 120. | STS-61: EVA 4                              | Thomas Akers Kathryn Thornton                              | 8. Dezember 1993 03:13 – 10:03         | 6 h 50 min      | Ersetzen der Solarpaneel-Steuerung des HST |
| 121. | STS-61: EVA 5                              | Story Musgrave Jeffrey Hoffman                             | 9. Dezember 1993 03:30 – 10:51         | 7 h 21 min      | Abschließen der Reparaturarbeiten am Hubble-Weltraumteleskop |
| |                                            |                                                            |                                        |                 | |
| 122. | Mir PE-16 - Sojus TM-19: EVA 1             | Juri Malentschenko Talghat Mussabajew                      | 9. September 1994 07:00 – 12:06        | 5 h 04 min      | Reparatur der Isolationsfolie von Sojus TM-19 |
| 123. | Mir PE-16 - Sojus TM-19: EVA 2             | Juri Malentschenko Talghat Mussabajew                      | 13. September 1994 06:30 – 12:32       | 6 h 01 min      | Umsetzen der Solarzellenflächen am Modul Kristall in Vorbereitung des STS-71-Andockmanövers |
| 124. | STS-64: EVA 1                              | Mark Lee Carl Meade                                        | 16. September 1994 14:42 – 21:33       | 6 h 51 min      | Ungesicherte EVA als Test des SAFER-Gerätes |
| |                                            |                                                            |                                        |                 | |
| 125. | STS-63: EVA 1                              | Michael Foale Bernard Harris                               | 9. Februar 1995 11:56 – 16:35          | 4 h 39 min      | Tests für die Konstruktion der ISS |
| 126. | Mir PE-18: EVA 1                           | Wladimir Deschurow Gennadi Strekalow                       | 12. Mai 1995 04:20:44 – 10:35:16       | 6 h 14 min 32 s | Versetzen von Solarpaneelen an das Kwant-Modul |
| 127. | Mir PE-18: EVA 2                           | Wladimir Deschurow Gennadi Strekalow                       | 17. Mai 1995 02:38 – 09:20             | 6 h 52 min      | Installieren von Solarpaneelen an das Kwant-Modul |
| 128. | Mir PE-18: EVA 3                           | Wladimir Deschurow Gennadi Strekalow                       | 22. Mai 1995 00:10:20 – 05:25:11       | 5 h 14 min 51 s | Installieren von Solarpaneelen an das Kwant-Modul |
| 129. | Mir PE-18: EVA 4                           | Wladimir Deschurow Gennadi Strekalow                       | 28. Mai 1995 22:22 – 22:43             | 0 h 21 min      | Vorbereiten der Mir auf das Versetzen des Kristall-Modules |
| 130. | Mir PE-18: EVA 5                           | Wladimir Deschurow Gennadi Strekalow                       | 1. Juni 1995 22:05:30 – 22:28:20       | 0 h 22 min 50 s | Vorbereiten der Mir auf das Versetzen des Spektr-Modules |
| 131. | Mir PE-19: EVA 1                           | Anatoli Solowjow Nikolai Budarin                           | 14. Juli 1995 03:56 – 09:30            | 5 h 34 min      | Einholen der Solarpaneele des Spektr-Modules |
| 132. | Mir PE-19: EVA 2                           | Anatoli Solowjow Nikolai Budarin                           | 19. Juli 1995 00:39 – 03:47            | 3 h 08 min      | Installation des MIRAS Spektrometers |
| 133. | Mir PE-19: EVA 3                           | Anatoli Solowjow Nikolai Budarin                           | 21. Juli 1995 00:28 – 06:18            | 5 h 50 min      | Installation des MIRAS Spektrometers |
| 134. | STS-69: EVA 1                              | James Voss Michael Gernhardt                               | 16. September 1995 08:20 – 15:06       | 6 h 46 min      | Praktische Tests zum ISS-Zusammenbau |
| 135. | Mir PE-20: EVA 1                           | Sergei Awdejew Thomas Reiter                               | 20. Oktober 1995 11:50 – 17:06         | 5 h 16 min      | Die erste EVA der ESA |
| 136. | EVA 2                                      | Sergei Awdejew Juri Gidsenko                               | 8. Dezember 1995 19:23 – 19:52         | 0 h 37 min      | Umbau des Andockzapfens |
| |                                            |                                                            |                                        |                 | |
| 137. | STS-72: EVA 1                              | Leroy Chiao Daniel Barry                                   | 15. Januar 1996 05:35 – 11:44          | 6 h 09 min      | Praktische Tests zum ISS-Zusammenbau |
| 138. | STS-72: EVA 2                              | Leroy Chiao Winston Scott                                  | 17. Januar 1996 05:40 – 12:34          | 6 h 53 min      | Praktische Tests zum ISS-Zusammenbau |
| 139. | Mir PE-20: EVA 3                           | Thomas Reiter Juri Gidsenko                                | 8. Februar 1996 14:03 – 17:08          | 3 h 06 min      | Reparatur der Antenne von Kwant-2 |
| 140. | Mir PE-21: EVA 1                           | Juri Onufrijenko Juri Ussatschow                           | 15. März 1996 01:04 – 06:55            | 5 h 51 min      | Installation eines zweiten Strela-Auslegers |
| 141. | STS-76/ Mir PE-21:                         | Michael Clifford Linda Godwin                              | 27. März 1996 06:34 – 12:36            | 6 h 02 min      | Praktische Tests zum ISS-Zusammenbau |
| 142. | Mir PE-21: EVA 2                           | Juri Onufrijenko Juri Ussatschow                           | 20. Mai 1996 22:50 – 04:10             | 5 h 20 min      | Versetzen des MCSA an Kwant-1 |
| 143. | Mir PE-21: EVA 3                           | Juri Onufrijenko Juri Ussatschow                           | 24. Mai 1996 20:47 – 02:30             | 5 h 43 min      | Installieren von MCSA an Kwant-1 |
| 144. | Mir PE-21: EVA 4                           | Juri Onufrijenko Juri Ussatschow                           | 30. Mai 1996 18:20 – 22:40             | 4 h 20 min      | Installation des MOMS an Priroda |
| 145. | Mir PE-21: EVA 5                           | Juri Onufrijenko Juri Ussatschow                           | 6. Juni 1996 16:56 – 20:30             | 3 h 34 min      | Installation eines Mikrometeoriten-Detektors |
| 146. | Mir PE-21: EVA 6                           | Juri Onufrijenko Juri Ussatschow                           | 13. Juni 1996 12:45 – 18:27            | 5 h 42 min      | Installation von Ferma-3 an Kwant-1 |
| 147. | Mir PE-22: EVA 1                           | Waleri Korsun Alexander Kaleri                             | 2. Dezember 1996 15:54 – 21:51         | 5 h 57 min      | Installation von Kabeln zu den Solarpaneelen |
| 148. | Mir PE-22: EVA 2                           | Waleri Korsun Alexander Kaleri                             | 9. Dezember 1996 13:52 – 20:28         | 6 h 36 min      | Anbringen der „Kurs“-Andock-Antenne |
| |                                            |                                                            |                                        |                 | |
| 149. | STS-82: EVA 1                              | Mark Lee Steven Smith                                      | 14. Februar 1997 04:34 – 11:16         | 6 h 42 min      | Reparatur des Hubble-Weltraumteleskopes |
| 150. | STS-82: EVA 2                              | Gregory Harbaugh Joseph Tanner                             | 15. Februar 1997 03:25 – 10:52         | 7 h 27 min      | Reparatur des Hubble-Weltraumteleskopes |
| 151. | STS-82: EVA 3                              | Mark Lee Steven Smith                                      | 16. Februar 1997 02:53 – 10:04         | 7 h 11 min      | Reparatur des Hubble-Weltraumteleskopes |
| 152. | STS-82: EVA 4                              | Gregory Harbaugh Joseph Tanner                             | 17. Februar 1997 03:45 – 10:19         | 6 h 34 min      | Reparatur des Hubble-Weltraumteleskopes |
| 153. | STS-82: EVA 5                              | Mark Lee Steven Smith                                      | 18. Februar 1997 03:15 – 08:32         | 5 h 17 min      | Reparatur des Hubble-Weltraumteleskopes |
| 154. | Mir PE-23: EVA 1                           | Wassili Ziblijew Jerry Linenger                            | 29. April 1997 05:10 – 10:09           | 4 h 59 min      | Test des Orlan-M-Raumanzuges |
| 155. | Mir PE-24: EVA 1                           | Anatoli Solowjow Pawel Winogradow                          | 22. August 1997 11:14 – 14:30          | 3 h 16 min      | Inspektion des Schadens am Spektr-Modul |
| 156. | Mir PE-24: EVA 2                           | Anatoli Solowjow Michael Foale                             | 6. September 1997 01:07 – 07:07        | 6 h             | Inspektion des Schadens am Spektr-Modul |
| 157. | STS-86: EVA 1                              | Scott Parazynski Wladimir Titow                            | 1. Oktober 1997                        | 5 h 01 min      | Empfangen des MEEP von der Mir |
| 158. | Mir PE-24: EVA 3                           | Anatoli Solowjow Pawel Winogradow                          | 20. Oktober 1997 09:40 – 16:18         | 6 h 38 min      | EVA innerhalb Spektr-Modul |
| 159. | Mir PE-24: EVA 4                           | Anatoli Solowjow Pawel Winogradow                          | 3. November 1997 03:32 – 09:36         | 6 h 04 min      | Entmanteln eines Solarpaneeles |
| 160. | Mir PE-24: EVA 5                           | Anatoli Solowjow Pawel Winogradow                          | 6. November 1997 00:12 – 06:24         | 6 h 12 min      | Installation eines Solarpaneeles |
| 161. | STS-87: EVA 1                              | Winston Scott Takao Doi                                    | 25. November 1997 00:02 – 07:45        | 7 h 43 min      | Fangen des SPARTAN-Satelliten |
| 162. | STS-87: EVA 2                              | Winston Scott Takao Doi                                    | 3. Dezember 1997 09:09 – 14:09         | 4 h 59 min      | Testen von ISS-Bauwerkzeugen |
| |                                            |                                                            |                                        |                 | |
| 163. | Mir PE-24: EVA 6                           | Anatoli Solowjow Pawel Winogradow                          | 8. Januar 1998 23:08 – 02:14           | 3 h 06 min      | Reparatur einer undichten EVA-Schleuse |
| 164. | Mir PE-24: EVA 7                           | Anatoli Solowjow David Wolf                                | 14. Januar 1998 21:12 – 01:04          | 3 h 52 min      | Inspektion des Mir-Äußeren |
| 165. | Mir PE-25: EVA 1                           | Talghat Mussabajew Nikolai Budarin                         | 1. April 1998 13:35 – 20:15            | 6 h 40 min      | Reparatur eines Solarpaneeles |
| 166. | Mir PE-25: EVA 2                           | Talghat Mussabajew Nikolai Budarin                         | 6. April 1998 13:35 – 17:50            | 4 h 15 min      | Reparatur eines Solarpaneeles |
| 167. | Mir PE-25: EVA 3                           | Talghat Mussabajew Nikolai Budarin                         | 11. April 1998 09:55 – 16:20           | 6 h 25 min      | Entfernen einer Mir-Steuerdüse |
| 168. | Mir PE-25: EVA 4                           | Talghat Mussabajew Nikolai Budarin                         | 17. April 1998 07:40 – 14:13           | 6 h 33 min      | Reparatur einer Mir-Steuerdüse |
| 169. | Mir PE-25: EVA 5                           | Talghat Mussabajew Nikolai Budarin                         | 22. April 1998 05:34 – 11:55           | 6 h 21 min      | Ersetzen einer Mir-Steuerdüse |
| 170. | Mir PE-26: EVA 1                           | Gennadi Padalka Sergei Awdejew                             | 15. September 1998 20:00 – 20:30       | 0 h 30 min      | Reparatur eines Solarpaneel-Motors innerhalb des Spektr-Modules |
| 171. | Mir PE-26: EVA 2                           | Gennadi Padalka Sergei Awdejew                             | 10. November 1998 19:23 – 01:18        | 5 h 55 min      | Aussetzen eines Satelliten, Anbringen von Experimenten |
| 172. | STS-88: EVA 1                              | Jerry Ross James H. Newman                                 | 7. Dezember 1998 22:10 – 05:31         | 7 h 21 min      | Verbinden des Unity-Modules mit Sarja |
| 173. | STS-88: EVA 2                              | Jerry Ross James H. Newman                                 | 9. Dezember 1998 20:33 – 03:35         | 7 h 02 min      | Installation von Antennen an Unity |
| 174. | STS-88: EVA 3                              | Jerry Ross James H. Newman                                 | 12. Dezember 1998 20:33 – 03:32        | 6 h 59 min      | Installation der EVA-Ausstattung an Unity |
| |                                            |                                                            |                                        |                 | |
| 175. | Mir PE-27: EVA 1                           | Wiktor Afanassjew Jean-Pierre Haigneré                     | 16. April 1999 04:37 – 10:56           | 6 h 19 min      | Installation von Experimenten außerhalb der Mir |
| 176. | STS-96: EVA 1                              | Tamara Jernigan Daniel Barry                               | 30. Mai 1999 02:56 – 10:51             | 7 h 55 min      | Installation von Kränen an die ISS |
| 177. | Mir PE-27: EVA 2                           | Wiktor Afanassjew Sergei Awdejew                           | 23. Juli 1999 11:06 – 17:13            | 6 h 07 min      | Installation von Kommunikationsantennen |
| 178. | Mir PE-27: EVA 3                           | Wiktor Afanassjew Sergei Awdejew                           | 28. Juli 1999 09:37 – 14:59            | 5 h 22 min      | Abbau der Kommunikationsantennen |
| 179. | STS-103: EVA 1                             | Steven Smith John Grunsfeld                                | 22. Dezember 1999 18:54 – 03:09        | 8 h 15 min      | Service für das Hubble-Weltraumteleskop |
| 180. | STS-103: EVA 2                             | Michael Foale Claude Nicollier                             | 23. Dezember 1999 19:06 – 03:16        | 8 h 10 min      | Service für das Hubble-Weltraumteleskop |
| 181. | STS-103: EVA 3                             | Steven Smith John Grunsfeld                                | 24. Dezember 1999 19:17 – 03:25        | 8 h 08 min      | Service für das Hubble-Weltraumteleskop |
| 2000er - 01 - 02 - 03 - 04 - 05 - 06 - 07 - 08 - 09 |                                            |                                                            |                                        |                 | |
| 182. | Mir PE-28: EVA 1                           | Sergej Saljotin Alexander Kaleri                           | 12. Mai 2000 10:44 – 15:47             | 5 h 03 min      | Inspektion der Mir |
| 183. | STS-101: EVA 1                             | James Voss Jeffrey Williams                                | 22. Mai 2000 01:48 – 08:32             | 6 h 44 min      | Reparatur von ISS-Kränen |
| 184. | STS-106: EVA 1                             | Ed Lu Juri Malentschenko                                   | 11. September 2000 04:47 – 11:01       | 6 h 14 min      | Magnetometer und Ausleger installieren |
| 185. | STS-92: EVA 1                              | Leroy Chiao William S. McArthur                            | 15. Oktober 2000 14:27 – 20:55         | 6 h 28 min      | Verbinden von Kabeln, Installation von Antennen |
| 186. | STS-92: EVA 2                              | Michael López-Alegría Peter Wisoff                         | 16. Oktober 2000 14:15 – 21:22         | 7 h 07 min      | Installation von Kopplungsadapter PMA-3 |
| 187. | STS-92: EVA 3                              | Leroy Chiao William S. McArthur                            | 17. Oktober 2000 14:30 – 21:18         | 6 h 48 min      | Installation von Z1 truss an Unity |
| 188. | STS-92: EVA 4                              | Michael López-Alegría Peter Wisoff                         | 18. Oktober 2000 15:00 – 21:56         | 6 h 56 min      | Installation von Z1 |
| 189. | STS-97: EVA 1                              | Joseph Tanner Carlos Noriega                               | 3. Dezember 2000 18:35 – 02:08         | 7 h 33 min      | Umsetzen vom P6 Solarpaneel zu Z1 |
| 190. | STS-97: EVA 2                              | Joseph Tanner Carlos Noriega                               | 5. Dezember 2000 17:21 – 23:58         | 6 h 37 min      | Installieren und aktivieren von P6 |
| 191. | STS-97: EVA 3                              | Joseph Tanner Carlos Noriega                               | 7. Dezember 2000 16:13 – 21:23         | 5 h 10 min      | Anbringen von elektrischen Versuchen |
| |                                            |                                                            |                                        |                 | |
| 192. | STS-98: EVA 1                              | Thomas Jones Robert Curbeam                                | 10. Februar 2001 15:50 – 23:24         | 7 h 34 min      | Installieren einer Verbindung von Destiny zu Unity |
| 193. | STS-98: EVA 2                              | Thomas Jones Robert Curbeam                                | 12. Februar 2001 15:59 – 22:49         | 6 h 50 min      | Installieren von PMA an Destiny |
| 194. | STS-98: EVA 3                              | Thomas Jones Robert Curbeam                                | 14. Februar 2001 14:48 – 20:13         | 5 h 25 min      | Anbringen einer Antenne und eines Radiators |
| 195. | STS-102: EVA 1                             | James Voss Susan Helms                                     | 11. März 2001 05:12 – 14:08            | 8 h 56 min      | Andockstutzen für Leonardo vorbereitet, längster Weltraumausstieg aller Zeiten |
| 196. | STS-102: EVA 2                             | Andrew Thomas Paul Richards                                | 13. März 2001 05:23 – 11:44            | 6 h 21 min      | Installieren einer Ersatz-Ammoniakkühlpumpe |
| 197. | STS-100: EVA 1                             | Chris Hadfield Scott Parazynski                            | 22. April 2001 11:45 – 18:55           | 7 h 10 min      | UKW-Antenne, Installation von Canadarm2; erste kanadische EVA |
| 198. | STS-100: EVA 2                             | Chris Hadfield Scott Parazynski                            | 24. April 2001 12:34 – 20:14           | 7 h 40 min      | Überprüfung Canadarm2 |
| 199. | ISS-Expedition 2: EVA 1                    | Juri Ussatschow James Voss                                 | 8. Juni 2001 14:21 – 14:40             | 0 h 19 min      | Anbringen einer Andockvorrichtung bei Swesda ohne Verlassen der Raumstation |
| 200. | STS-104: EVA 1                             | Michael Gernhardt James Reilly                             | 15. Juli 2001 03:10 – 09:09            | 5 h 59 min      | Installieren von Quest an der ISS |
| 201. | STS-104: EVA 2                             | Michael Gernhardt James Reilly                             | 18. Juli 2001 03:04 – 09:33            | 6 h 29 min      | Installieren der ersten 2 Gastanks an der Luftschleuse |
| 202. | STS-104: EVA 3                             | Michael Gernhardt James Reilly                             | 21. Juli 2001 04:35 – 08:37            | 4 h 02 min      | Installieren der letzten 2 Gastanks an der Luftschleuse |
| 203. | STS-105: EVA 1                             | Daniel Barry Patrick Forrester                             | 16. August 2001 13:58 – 20:14          | 6 h 16 min      | Installation eines Ammoniaktanks |
| 204. | STS-105: EVA 2                             | Daniel Barry Patrick Forrester                             | 18. August 2001 13:42 – 19:11          | 5 h 29 min      | Anbringen von Geländern am Destiny-Labor |
| 205. | ISS-Expedition 3: EVA 1                    | Wladimir Deschurow Michail Tjurin                          | 8. Oktober 2001 14:24 – 19:22          | 4 h 58 min      | Kabel zwischen Pirs und Swesda installiert |
| 206. | ISS-Expedition 3: EVA 2                    | Wladimir Deschurow Michail Tjurin                          | 15. Oktober 2001 09:17 – 15:08         | 5 h 51 min      | Experiment an Swesda installiert |
| 207. | ISS-Expedition 3: EVA 3                    | Wladimir Deschurow Frank Culbertson                        | 12. November 2001 21:41 – 02:46        | 5 h 05 min      | Kabel zwischen Pirs und Swesda installiert |
| 208. | ISS-Expedition 3: EVA 4                    | Wladimir Deschurow Michail Tjurin                          | 3. Dezember 2001 13:20 – 16:06         | 2 h 46 min      | Progress-Andockring repariert |
| 209. | STS-108: EVA 1                             | Linda Godwin Daniel Tani                                   | 10. Dezember 2001 17:52 – 22:04        | 4 h 12 min      | Installation von Isolationsdecken |
| |                                            |                                                            |                                        |                 | |
| 210. | ISS-Expedition 4: EVA 1                    | Juri Onufrijenko Carl Walz                                 | 14. Januar 2002 20:59 – 03:02          | 6 h 03 min      | Installation einer Amateurfunk-Antenne an Swesda (ARISS-Projekt) |
| 211. | ISS-Expedition 4: EVA 2                    | Juri Onufrijenko Daniel Bursch                             | 25. Januar 2002 15:19 – 2118           | 5 h 59 min      | Installation einer zweiten Amateurfunk-Antenne an Swesda (ARISS-Projekt) |
| 212. | ISS-Expedition 4: EVA 3                    | Carl Walz Daniel Bursch                                    | 20. Februar 2002 11:38 – 17:25         | 5 h 47 min      | Erster Ausstieg aus der Quest-Luftschleuse, Test und Arbeiten an Quest |
| 213. | STS-109: EVA 1                             | John Grunsfeld Richard Linnehan                            | 4. März 2002 06:37 – 13:38             | 7 h 01 min      | Service für das Hubble-Weltraumteleskop |
| 214. | STS-109: EVA 2                             | James H. Newman Michael Massimino                          | 5. März 2002 06:40 – 13:56             | 7 h 16 min      | Service für das Hubble-Weltraumteleskop |
| 215. | STS-109: EVA 3                             | John Grunsfeld Richard Linnehan                            | 6. März 2002 08:28 – 15:16             | 6 h 48 min      | Service für das Hubble-Weltraumteleskop |
| 216. | STS-109: EVA 4                             | James H. Newman Michael Massimino                          | 7. März 2002 09:00 – 16:30             | 7 h 30 min      | Service für das Hubble-Weltraumteleskop |
| 217. | STS-109: EVA 5                             | John Grunsfeld Richard Linnehan                            | 8. März 2002 08:46 – 16:06             | 7 h 20 min      | Service für das Hubble-Weltraumteleskop |
| 218. | STS-110: EVA 1                             | Steven Smith Rex Walheim                                   | 11. April 2002 14:36 – 22:24           | 7 h 48 min      | Installieren von S0 an Destiny |
| 219. | STS-110: EVA 2                             | Jerry Ross Lee Morin                                       | 13. April 2002 14:09 – 21:39           | 7 h 30 min      | Fortsetzen der Installation von S0 |
| 220. | STS-110: EVA 3                             | Steven Smith Rex Walheim                                   | 14. April 2002 13:48 – 20:15           | 6 h 27 min      | Rekonfigurieren des Canadarm2 für S0 |
| 221. | STS-110: EVA 4                             | Jerry Ross Lee Morin                                       | 16. April 2002 14:29 – 21:06           | 6 h 37 min      | Anbringen zukünftiger EVA-Gegenstände |
| 222. | STS-111: EVA 1                             | Franklin Chang-Díaz Philippe Perrin                        | 9. Juni 2002 15:27 – 22:41             | 7 h 14 min      | Installation der P6 |
| 223. | STS-111: EVA 2                             | Franklin Chang-Díaz Philippe Perrin                        | 11. Juni 2002 15:27 – 22:41            | 7 h 14 min      | Kabel verbunden |
| 224. | STS-111: EVA 3                             | Franklin Chang-Díaz Philippe Perrin                        | 13. Juni 2002 15:16 – 22:33            | 7 h 17 min      | Ersetzen eines Gelenks des Canadarm2 |
| 225. | ISS-Expedition 5: EVA 1                    | Waleri Korsun Peggy Whitson                                | 16. August 2002 09:25 – 1348           | 4 h 23 min      | Installation des Strela-Krans an Pirs |
| 226. | ISS-Expedition 5: EVA 2                    | Waleri Korsun Sergei Treschtschow                          | 26. August 2002 05:27 – 10:48          | 5 h 21 min      | EVA-Geräte an Sarja angebracht |
| 227. | STS-112: EVA 1                             | David Wolf Piers Sellers                                   | 10. Oktober 2002 15:21 – 22:22         | 7 h 01 min      | Installalation von Kabeln zwischen S0 und S1 |
| 228. | STS-112: EVA 2                             | David Wolf Piers Sellers                                   | 12. Oktober 2002 14:31 – 20:35         | 6 h 04 min      | Installation von zukünftigen EVA-Geräten |
| 229. | STS-112: EVA 3                             | David Wolf Piers Sellers                                   | 14. Oktober 2002 14:08 – 20:44         | 6 h 36 min      | S1 Installation abgeschlossen |
| 230. | STS-113: EVA 1                             | Michael López-Alegría John Herrington                      | 26. November 2002 19:49 – 02:34        | 6 h 45 min      | Installation des P1-Trägers |
| 231. | STS-113: EVA 2                             | Michael Eladio López-Alegría John Herrington               | 28. November 2002 18:36 – 00:46        | 6 h 10 min      | Installation von TV-Kameras, bewegen des CETA-Transportkarrens |
| 232. | STS-113: EVA 3                             | Michael López-Alegría John Herrington                      | 30. November 2002 19:25 – 02:25        | 7 h             | Inspektion des Mobile Transporter |
| |                                            |                                                            |                                        |                 | |
| 233. | ISS-Expedition 6: EVA 1                    | Kenneth Bowersox Donald Pettit                             | 15. Januar 2003 12:50 – 19:41          | 6 h 51 min      | Ausfahren des Kühlsystems am P1-Träger |
| 234. | ISS-Expedition 6: EVA 2                    | Kenneth Bowersox Donald Pettit                             | 8. April 2003 12:40 – 19:06            | 6 h 26 min      | Verlegen von Kabeln zwischen den S0-, S1- und P1-Trägern |
| |                                            |                                                            |                                        |                 | |
| 235. | ISS-Expedition 8: EVA 1                    | Michael Foale Alexander Kaleri                             | 26. Februar 2004 21:17 – 01:12         | 3 h 55 min      | Installieren und Bergung von Experimenten |
| 236. | ISS-Expedition 9: EVA 1                    | Gennadi Padalka Michael Fincke                             | 24. Juni 2004 21:57 – 22:10            | 0 h 13 min      | EVA abgebrochen, wegen eines Druckverlustes in Finckes Sauerstofftank |
| 237. | ISS-Expedition 9: EVA 2                    | Gennadi Padalka Michael Fincke                             | 30. Juni 2004 21:19 – 02:59            | 5 h 40 min      | Wartung der ISS-Gyroskope |
| 238. | ISS-Expedition 9: EVA 3                    | Gennadi Padalka Michael Fincke                             | 3. August 2004 06:58 – 11:28           | 4 h 30 min      | Installation zweier Antennen, Ersatz dreier Laserreflektoren |
| 239. | ISS-Expedition 9: EVA 4                    | Gennadi Padalka Michael Fincke                             | 3. September 2004 16:43 – 22:04        | 5 h 21 min      | Installation von Antennen zur ATV-Kopplung |
| |                                            |                                                            |                                        |                 | |
| 240. | ISS-Expedition 10: EVA 1                   | Leroy Chiao Salischan Scharipow                            | 26. Januar 2005 07:43 – 13:11          | 5 h 28 min      | Außenarbeiten an Swesda |
| 241. | ISS-Expedition 10: EVA 2                   | Leroy Chiao Salischan Scharipow                            | 28. März 2005 06:25 – 11:31            | 5 h 06 min      | Vorbereitung für das europäische ATV, Start eines russischen Minisatelliten |
| 242. | STS-114: EVA 1                             | Sōichi Noguchi Stephen Robinson                            | 30. Juli 2005 05:46 – 12:36            | 6 h 50 min      | Überprüfung von Reparaturtechniken für die Shuttle-Hitzekacheln |
| 243. | STS-114: EVA 2                             | Sōichi Noguchi Stephen Robinson                            | 1. August 2005 04:44 – 11:58           | 7 h 14 min      | Ersetzen eines Gyroskops der ISS |
| 244. | STS-114: EVA 3                             | Sōichi Noguchi Stephen Robinson                            | 3. August 2005 04:14 – 10:15           | 6 h 01 min      | Reparaturen am Hitzeschild der Discovery |
| 245. | ISS-Expedition 11: EVA 1                   | Sergei Krikaljow John Phillips                             | 18. August 2005 19:02 – 00:00          | 4 h 58 min      | Bergung verschiedener Experimente, Installation einer Kamera für die neue Kopplungsprozedur |
| 246. | ISS-Expedition 12: EVA 1                   | William S. McArthur Waleri Tokarew                         | 7. November 2005 15:32 – 20:54         | 5 h 22 min      | Installieren einer Kamera am P1-Modul, Entsorgen des Floating Potential Probe |
| |                                            |                                                            |                                        |                 | |
| 247. | ISS-Expedition 12: EVA 2                   | William S. McArthur Waleri Tokarew                         | 3. Februar 2006 22:44 – 04:27          | 5 h 43 min      | Aussetzen von „SuitSat-1“, Arbeiten am Mobile Transporter, Bergung des Biorisk-Experimentes, Fotografierarbeiten am Swesda |
| 248. | ISS-Expedition 13: EVA 1                   | Pawel Winogradow Jeffrey Williams                          | 1. Juni 2006 22:48 – 05:19             | 6 h 31 min      | Reparaturen am „Elektron“-Sauerstoff-System, Bergung mehrerer Experimente, Ersetzen einer defekten Kamera am Mobile Base System |
| 249. | STS-121: EVA 1                             | Piers Sellers Michael Fossum                               | 8. Juli 2006 13:17 – 20:48             | 7 h 31 min      | Reparaturen am Mobilen Transporter, Tests ob sich der Robotarm des Orbiters (RMS) zusammen mit Inspektionsarm (OBSS) als Arbeitsplattform eignet                                                                                                |
| 250. | STS-121: EVA 2                             | Piers Sellers Michael Fossum                               | 10. Juli 2006 12:14 – 19:01            | 6 h 47 min      | Reparaturen am Mobilen Transporter erfolgreich abgeschlossen, Reserve-Ammoniakpumpe außen an der Station verstaut |
| 251. | STS-121: EVA 3                             | Piers Sellers Michael Fossum                               | 12. Juli 2006 11:20 – 18:31            | 7 h 11 min      | Erproben von Reparaturmethoden an Hitzeschutzkacheln |
| 252. | ISS-Expedition 13: EVA 2                   | Jeffrey Williams Thomas Reiter                             | 3. August 2006 14:04 – 19:58           | 5 h 54 min      | Installieren von Floating Potential Measurement Unit (FPMU) am S1-Modul, installieren von Experimenten, Tests mit einer Infrarotkamera |
| 253. | STS-115: EVA 1                             | Joseph Tanner Heidemarie Stefanyshyn-Piper                 | 12. September 2006 09:17 – 15:43       | 6 h 26 min      | Verbinden der Strom- und Datenkabel des P1- und des P3/P4-Trägers der ISS und Vorbereiten der Montage der Solarmodule 2A und 4A |
| 254. | STS-115: EVA 2                             | Dan Burbank Steve MacLean                                  | 13. September 2006 09:05 – 16:16       | 7 h 11 min      | Montage der Solarmodule 2A und 4A |
| 255. | STS-115: EVA 3                             | Joseph Tanner Heidemarie Stefanyshyn-Piper                 | 15. September 2006 10:00 – 16:42       | 6 h 42 min      | Montage eines Kühlsystems am P4-Kollektor, Installation einer Antenne, Einholen des MISSE-Experiments |
| 256. | ISS-Expedition 14: EVA 1                   | Michael López-Alegría Michail Tjurin                       | 23. November 2006 00:17 – 05:55        | 5 h 38 min      | Abschlagen eines Golfballs, Antennenreparatur |
| 257. | STS-116: EVA 1                             | Robert Curbeam Christer Fuglesang                          | 12. Dezember 2006 20:31 – 03:07        | 6 h 36 min      | Installation der P5-Struktur, Austausch einer Kamera |
| 258. | STS-116: EVA 2                             | Robert Curbeam Christer Fuglesang                          | 14. Dezember 2006 19:41 – 00:41        | 5 h             | Neuverkabelung der ISS-Stromversorgung |
| 259. | STS-116: EVA 3                             | Robert Curbeam Sunita Williams                             | 16. Dezember 2006 19:25 – 02:56        | 7 h 31 min      | Neuverkabelung der ISS-Stromversorgung |
| 260. | STS-116: EVA 4                             | Robert Curbeam Christer Fuglesang                          | 18. Dezember 2006 19:00 – 01:38        | 6 h 38 min      | Reparatur eines klemmenden Solarpaneels |
| |                                            |                                                            |                                        |                 | |
| 261. | ISS-Expedition 14: EVA 2                   | Michael López-Alegría Sunita Williams                      | 31. Januar 2007 15:14 – 23:09          | 7 h 55 min      | Arbeiten am Kühlkreislaufsystem |
| 262. | ISS-Expedition 14: EVA 3                   | Michael López-Alegría Sunita Williams                      | 4. Februar 2007 13:38 – 20:49          | 7 h 11 min      | Arbeiten am Kühlkreislaufsystem |
| 263. | ISS-Expedition 14: EVA 4                   | Michael López-Alegría Sunita Williams                      | 8. Februar 2007 13:26 – 20:06          | 6 h 40 min      | Entfernen von thermischen Abdeckungen, Installation des UCCAS, Kabelinstallation für das Station-to-Shuttle Power Transfer System |
| 264. | ISS-Expedition 14: EVA 5                   | Michael López-Alegría Michail Tjurin                       | 22. Februar 2007 10:27 – 16:45         | 6 h 18 min      | Entfernen einer Progress-Antenne, Überprüfung einer Antenne für das ATV und verschiedener Experimente |
| 265. | ISS-Expedition 15: EVA 1                   | Fjodor Jurtschichin Oleg Kotow                             | 30. Mai 2007 19:05 – 00:30             | 5 h 25 min      | Installation mehrerer Schutzpaneele (SMDP) am Modul Swesda und die Verlegung eines GPS-Kabels |
| 266. | ISS-Expedition 15: EVA 2                   | Fjodor Jurtschichin Oleg Kotow                             | 6. Juni 2007 14:23 – 20:00             | 5 h 37 min      | Installation mehrerer Schutzpaneele (SMDP) am Modul Swesda |
| 267. | STS-117: EVA 1                             | James Reilly Daniel Olivas                                 | 11. Juni 2007 20:02 – 2:17             | 6 h 15 min      | Installation des Segments S3/S4 |
| 268. | STS-117: EVA 2                             | Patrick Forrester Steven Swanson                           | 13. Juni 2007 18:28 – 1:44             | 7 h 16 min      | Zusammenfalten eines Teiles der zweiten Solarzellenfläche am P6-Element und Arbeiten an der SARJ-Nachführung am Modul S3/S4 |
| 269. | STS-117: EVA 3                             | James Reilly Daniel Olivas                                 | 15. Juni 2007 17:24 – 1:22             | 7 h 58 min      | Befestigung einer Hitzeschutzmatte am Orbiter und komplettes Einfahren der P6-Solarzellen |
| 270. | STS-117: EVA 4                             | Patrick Forrester Steven Swanson                           | 17. Juni 2007 16:25 – 22:54            | 6 h 29 min      | Letzte Arbeiten an der SARJ-Nachführung und Verlegung eines Computerkabels |
| 271. | ISS-Expedition 15: EVA 3                   | Fjodor Jurtschichin Clayton Anderson                       | 23. Juli 2007 10:24 – 18:05            | 7 h 41 min      | Deinstallation eines Ammoniaktanks |
| 272. | STS-118: EVA 1                             | Richard Mastracchio Dafydd Williams                        | 11. August 2007 16:28 – 22:45          | 6 h 17 min      | Installation des S5-Trägers und Einfahren des P6-Radiators |
| 273. | STS-118: EVA 2                             | Richard Mastracchio Dafydd Williams                        | 13. August 2007 15:32 – 22:00          | 6 h 28 min      | Austausch eines defekten Gyroskops |
| 274. | STS-118: EVA 3                             | Richard Mastracchio Clayton Anderson                       | 15. August 2007 14:37 – 20:05          | 5 h 28 min      | Versetzen einer S-Band-Antenne und der zwei CETA-Transportkarren |
| 275. | STS-118: EVA 4                             | Dafydd Williams Clayton Anderson                           | 18. August 2007 13:17 – 18:19          | 5 h 02 min      | Montage einer Halterung für den OBSS sowie der Abbau zweier MISSE-Experimentbehälter |
| 276. | STS-120: EVA 1                             | Scott Parazynski Douglas Wheelock                          | 26. Oktober 2007 10:02 – 16:16         | 6 h 14 min      | Abbau einer S-Band-Antenne, Anbau des Harmony-Moduls, Trennen von Verbindungen zwischen dem P6- und dem Z1-Modul |
| 277. | STS-120: EVA 2                             | Scott Parazynski Daniel Tani                               | 28. Oktober 2007 9:32 – 16:05          | 6 h 33 min      | Trennung des P6-Moduls von Z1, Inspektion des SARJ-Drehgelenks und Installation von Handgriffen an Harmony |
| 278. | STS-120: EVA 3                             | Scott Parazynski Douglas Wheelock                          | 30. Oktober 2007 8:45 – 15:53          | 7 h 08 min      | Montage des P6-Elements an P5 und Inspektion des anderen SARJ-Drehgelenks |
| 279. | STS-120: EVA 4                             | Scott Parazynski Douglas Wheelock                          | 3. November 2007 10:03 – 17:22         | 7 h 19 min      | Reparatur eines Risses am 4B-Flügel des P6-Elements |
| 280. | ISS-Expedition 16: EVA 1                   | Peggy Whitson Juri Malentschenko                           | 9. November 2007 9:54 – 16:49          | 6 h 55 min      | PMA-2 für das Umsetzen an das Modul Harmony vorbereitet |
| 281. | ISS-Expedition 16: EVA 2                   | Peggy Whitson Daniel Tani                                  | 20. November 2007 10:10 – 17:26        | 7 h 16 min      | Harmony wird mit Strom- und Kühlleitungen verbunden |
| 282. | ISS-Expedition 16: EVA 3                   | Peggy Whitson Daniel Tani                                  | 24. November 2007 09:50 – 16:54        | 7 h 04 min      | Harmony wird mit Strom- und Kühlleitungen verbunden, Inspektion des SARJ-Drehgelenks |
| 283. | ISS-Expedition 16: EVA 4                   | Peggy Whitson Daniel Tani                                  | 18. Dezember 2007 09:50 – 16:46        | 6 h 56 min      | Eingehende Inspektion des SARJ-Drehgelenks |
| |                                            |                                                            |                                        |                 | |
| 284. | ISS-Expedition 16: EVA 5                   | Peggy Whitson Daniel Tani                                  | 30. Januar 2008 09:56 – 17:06          | 7 h 10 min      | Reparatur und Inspektion der Solarzellenflügel |
| 285. | STS-122: EVA 1                             | Rex Walheim Stanley Love                                   | 11. Februar 2008 14:13 – 22:11         | 7 h 58 min      | Installation des europäischen Raumlabors Columbus an der Internationalen Raumstation |
| 286. | STS-122: EVA 2                             | Rex Walheim Hans Schlegel                                  | 13. Februar 2008 14:27 – 21:12         | 6 h 45 min      | Montage eines Stickstofftanks an der Internationalen Raumstation |
| 287. | STS-122: EVA 3                             | Rex Walheim Stanley Love                                   | 15. Februar 2008 13:07 – 20:32         | 7 h 25 min      | Installation der Forschungsapparaturen Solar und EuTEF an der Außenhülle des Raumlabors Columbus |
| 288. | STS-123: EVA 1                             | Richard Linnehan Garrett Reisman                           | 14. März 2008 01:18 – 08:19            | 7 h 01 min      | Installation des ELM-PS-Moduls und Montage der Roboterhand Dextre |
| 289. | STS-123: EVA 2                             | Richard Linnehan Michael Foreman                           | 15. März 2008 23:49 – 06:57            | 7 h 08 min      | Montage der Roboterhand Dextre |
| 290. | STS-123: EVA 3                             | Richard Linnehan Robert Behnken                            | 17. März 2008 22:51 – 05:44            | 6 h 53 min      | Abschluss der Montage von Dextre |
| 291. | STS-123: EVA 4                             | Michael Foreman Robert Behnken                             | 20. März 2008 22:04 – 04:28            | 6 h 24 min      | Test, wie beschädigte Hitzeschutzkacheln im Orbit repariert werden können |
| 292. | STS-123: EVA 5                             | Michael Foreman Robert Behnken                             | 22. März 2008 20:34 – 02:36            | 6 h 02 min      | Demontage des OBSS-Arms vom Orbiter und Anbringen am S1-Segment der Internationalen Raumstation. Installation eines MISSE-Experiments am Raumlabor Columbus                                                                                     |
| 293. | STS-124: EVA 1                             | Michael Fossum Ronald Garan                                | 3. Juni 2008 16:22 – 23:10             | 6 h 48 min      | Montage des OBSS-Arms am Orbiter, Vorbereitung des Kibō-Moduls für die Ankopplung, Reparaturen am SARJ-Drehgelenk des S4-Solarzellenträgers |
| 294. | STS-124: EVA 2                             | Michael Fossum Ronald Garan                                | 5. Juni 2008 15:04 – 22:15             | 7 h 11 min      | Vorbereitung des japanischen Roboterarms, Installation von Kameras, Vorbereiten der Umsetzung des ELM-PS-Moduls |
| 295. | STS-124: EVA 3                             | Michael Fossum Ronald Garan                                | 8. Juni 2008 13:55 – 20:28             | 6 h 33 min      | Montage eines Stickstofftanks, Installation von Kameras, Inspektion am SARJ-Drehgelenk |
| 296. | ISS-Expedition 17: EVA 1                   | Sergei Wolkow Oleg Kononenko                               | 10. Juli 2008 18:48 – 01:06            | 6 h 18 min      | Entfernen eines Sprengbolzens vom angedockten Raumschiff Sojus TMA-12 |
| 297. | ISS-Expedition 17: EVA 2                   | Sergei Wolkow Oleg Kononenko                               | 15. Juli 2008 17:08 – 23:02            | 5 h 54 min      | Installation von Experimenten an der ISS-Außenhülle, Vorbereitungen für das Andocken eines neuen russischen Moduls im Jahr 2009 |
| 298. | Shenzhou 7                                 | Zhai Zhigang Liu Boming (Stand-Up-EVA)                     | 27. September 2008 08:45 – 08:59       | 0 h 14 min      | Erster Weltraumausstieg eines chinesischen Taikonauten |
| 299. | STS-126: EVA 1                             | Heidemarie Stefanyshyn-Piper Stephen Bowen                 | 18. November 2008 18:09 – 01:01        | 6 h 52 min      | Montage und Demontage von Bauteilen auf der ESP-3, Überprüfung des Kopplungsadapters an Kibō für das EF-Modul, Wartungs- und Reparaturarbeiten am defekten SARJ                                                                                 |
| 300. | STS-126: EVA 2                             | Heidemarie Stefanyshyn-Piper Shane Kimbrough               | 20. November 2008 17:58 – 00:43        | 6 h 45 min      | Versetzen der beiden CETA-Karren, Wartung des Canadarm2, Wartungs- und Reparaturarbeiten am defekten SARJ |
| 301. | STS-126: EVA 3                             | Heidemarie Stefanyshyn-Piper Stephen Bowen                 | 22. November 2008 18:01 – 00:58        | 6 h 57 min      | Wartungs- und Reparaturarbeiten am defekten SARJ |
| 302. | STS-126: EVA 4                             | Stephen Bowen Shane Kimbrough                              | 24. November 2008 18:24 – 00:31        | 6 h 7 min       | Wartungs- und Reparaturarbeiten am defekten SARJ und Arbeiten an Kibo |
| 303. | ISS-Expedition 18: EVA 1                   | Juri Lontschakow Michael Fincke                            | 23. Dezember 2008 00:51 – 06:29        | 5 h 38 min      | Installation und Bergung von Experimenten am russischen Segment der ISS |
| |                                            |                                                            |                                        |                 | |
| 304. | ISS-Expedition 18: EVA 2                   | Juri Lontschakow Michael Fincke                            | 10. März 2009 16:22 – 21:11            | 4 h 49 min      | Installation eines Experiments am Swesda-Modul und Reparaturen am Pirs-Modul |
| 305. | STS-119: EVA 1                             | Steven Swanson Richard Arnold                              | 19. März 2009 17:16 – 23:23            | 6 h 7 min       | Installation des S6-Truss |
| 306. | STS-119: EVA 2                             | Steven Swanson Joseph Acaba                                | 21. März 2009 16:51 – 23:21            | 6 h 30 min      | Verschiedene Wartungs und Installationsarbeiten an der Integrated Truss Structure, Installation einer GPS-Antenne an Kibō |
| 307. | STS-119: EVA 3                             | Richard Arnold Joseph Acaba                                | 23. März 2009 15:34 – 22:04            | 6 h 27 min      | Versetzung der CETA-Karren, Versuch der Reparatur eines Adapters an der Integrated Truss Structure (welcher schon bei EVA-2 Probleme bereitete), Wartung des ISS-Roboterarms                                                                    |
| 308. | STS-125: EVA 1                             | John Grunsfeld Andrew Feustel                              | 14. Mai 2009 12:52 – 20:12             | 7 h 20 min      | Reparaturen am Hubble-Weltraumteleskop |
| 309. | STS-125: EVA 2                             | Michael Massimino Michael Good                             | 15. Mai 2009 12:49 – 20:45             | 7 h 56 min      | Reparaturen am Hubble-Weltraumteleskop |
| 310. | STS-125: EVA 3                             | John Grunsfeld Andrew Feustel                              | 16. Mai 2009 13:35 – 20:11             | 6 h 36 min      | Reparaturen am Hubble-Weltraumteleskop |
| 311. | STS-125: EVA 4                             | Michael Massimino Michael Good                             | 17. Mai 2009 13:45 – 21:47             | 8 h 02 min      | Reparaturen am Hubble-Weltraumteleskop |
| 312. | STS-125: EVA 5                             | John Grunsfeld Andrew Feustel                              | 18. Mai 2009 12:20 – 19:22             | 7 h 02 min      | Reparaturen am Hubble-Weltraumteleskop |
| 313. | ISS-Expedition 20: EVA 1                   | Michael Barratt Gennadi Padalka                            | 5. Juni 2008 7:52 – 12:46              | 4 h 54 min      | Installation von passiven Antennen für das Kurs-Dockingsystem am Swesda-Modul |
| 314. | ISS-Expedition 20: EVA 2                   | Michael Barratt Gennadi Padalka                            | 10. Juni 2009 6:55 – 7:07              | 0 h 12 min      | Entfernen einer Abdeckung im Andocksystem des Swesda-Moduls |
| 315. | STS-127: EVA 1                             | David Wolf Timothy Kopra                                   | 18. Juli 2009 16:19 – 21:51            | 5 h 32 min      | Installation von Kibō |
| 316. | STS-127: EVA 2                             | David Wolf Thomas Marshburn                                | 20. Juli 2009 15:27 – 22:20            | 6 h 53 min      | Arbeiten an der ISS |
| 317. | STS-127: EVA 3                             | David Wolf Chris Cassidy                                   | 22. Juli 2009 14:32 – 20:31            | 5 h 59 min      | Weitere Arbeiten an Kibō, Batterietausch |
| 318. | STS-127: EVA 4                             | Thomas Marshburn Chris Cassidy                             | 24. Juli 2009 13:54 – 21:06            | 7 h 12 min      | Weiterer Batterietausch |
| 319. | STS-127: EVA 5                             | Thomas Marshburn Chris Cassidy                             | 27. Juli 2009 11:33 – 16:27            | 4 h 54 min      | Weitere Arbeiten an der ISS |
| 320. | STS-128: EVA 1                             | Danny Olivas Nicole Stott                                  | 1. September 2009 21:49 – 04:24        | 6 h 35 min      | Demontage eines Ammoniaktanks und einiger Experimente vom Columbus-Modul |
| 321. | STS-128: EVA 2                             | Danny Olivas Christer Fuglesang                            | 3. September 2009 22:12 – 04:51        | 6 h 39 min      | Austausch eines Ammoniaktanks |
| 322. | STS-128: EVA 3                             | Danny Olivas Christer Fuglesang                            | 5. September 2009 20:39 – 03:40        | 7 h 01 min      | weitere Arbeiten an der ISS |
| 323. | STS-129: EVA 1                             | Michael Foreman Robert Satcher                             | 19. November 2009 14:24 – 21:01        | 6 h 37 min      | Installation einer Reserve-Antenne, Kabel verlegen, bewegliche Teile schmieren |
| 324. | STS-129: EVA 2                             | Michael Foreman Randolph Bresnik                           | 21. November 2009 14:31 – 20:39        | 6 h 08 min      | Installation mehrerer Antennen |
| 325. | STS-129: EVA 3                             | Robert Satcher Randolph Bresnik                            | 23. November 2009 13:24 – 19:06        | 5 h 42 min      | weitere Arbeiten an der ISS |
| 2010er - 11 - 12 - 13 - 14 - 15 - 16 - 17 - 18 - 19 |                                            |                                                            |                                        |                 | |
| 326. | ISS-Expedition 22: EVA 1                   | Oleg Kotow Maxim Surajew                                   | 14. Januar 2010 10:05 – 15:49          | 5 h 44 min      | Arbeiten an Poisk |
| 327. | STS-130: EVA 1                             | Robert Behnken Nicholas Patrick                            | 12. Februar 2010 02:17 – 08:49         | 6 h 32 min      | weitere Arbeiten an der ISS |
| 328. | STS-130: EVA 2                             | Robert Behnken Nicholas Patrick                            | 14. Februar 2010 02:20 – 08:14         | 5 h 54 min      | Installation von Kühlleitungen zwischen Unity und Tranquility |
| 329. | STS-130: EVA 3                             | Robert Behnken Nicholas Patrick                            | 17. Februar 2010 03:15 – 09:03         | 5 h 48 min      | Entfernen von Schutzhüllen an Cupola |
| 330. | STS-131: EVA 1                             | Richard Mastracchio Clayton Anderson                       | 9. April 2010 05:31 – 11:58            | 6 h 27 min      | Vorbereitungen für den Austausch eines Ammoniaktanks, Austausch eines Gyroskops |
| 331. | STS-131: EVA 2                             | Richard Mastracchio Clayton Anderson                       | 11. April 2010 05:30 – 12:56           | 7 h 26 min      | Austausch eines Ammoniaktanks |
| 332. | STS-131: EVA 3                             | Richard Mastracchio Clayton Anderson                       | 13. April 2010 06:14 – 12:38           | 6 h 24 min      | Abschließende Arbeiten für den Austausch eines Ammoniaktanks |
| 333. | STS-132: EVA 1                             | Stephen Bowen Garrett Reisman                              | 17. Mai 2010 11:54 – 19:19             | 7 h 25 min      | Installation der zweiten KU-Antenne, Aufbau einer Plattform für die ORU-Batterien an Dextre, Abbau der Batterien vom ICC |
| 334. | STS-132: EVA 2                             | Stephen Bowen Michael Good                                 | 19. Mai 2010 10:38 – 17:47             | 7 h 09 min      | Reparatur an der zweiten KU-Antenne, Austausch der ersten vier von sechs Batterien, Reparatur am OBSS |
| 335. | STS-132: EVA 3                             | Garrett Reisman Michael Good                               | 21. Mai 2010 10:27 – 17:13             | 6 h 46 min      | Installation einer Ammoniakverbindung am P3/4-Segment, Austausch der letzten zwei von sechs Batterien, Platzierung einer PDGF-Roboterarmhalterung in Quest, Aufräumen von Werkzeugen, letzte EVA einer Atlantisbesatzung                        |
| 336. | ISS-Expedition 24: EVA 1                   | Michail Kornijenko Fjodor Jurtschichin                     | 27. Juli 2010 4:11 – 10:53             | 6 h 42 min      | Austausch einer Kamera für das europäische ATV und Arbeiten am neuen Modul Rasswet |
| 337. | ISS-Expedition 24: EVA 2                   | Douglas Wheelock Tracy Caldwell Dyson                      | 7. August 2010 13:19 – 21:22           | 8 h 03 min      | Beginn des Austausches einer defekten Kühlpumpe |
| 338. | ISS-Expedition 24: EVA 3                   | Douglas Wheelock Tracy Caldwell Dyson                      | 11. August 2010 12:27 – 19:53          | 7 h 26 min      | Abschluss des Ausbaus der defekten Kühlpumpe und Vorbereitungen für den Einbau der neuen Kühlpumpe |
| 339. | ISS-Expedition 24: EVA 4                   | Douglas Wheelock Tracy Caldwell Dyson                      | 16. August 2010 10:20 – 17:40          | 7 h 20 min      | Einbau der neuen Kühlpumpe |
| 340. | ISS-Expedition 25: EVA 1                   | Fjodor Jurtschichin Oleg Skripotschka                      | 15. November 2010 14:55 – 21:22        | 6 h 27 min      | Ausrüstung des Swesda-Moduls, Abbau des Kontur-Experiments |
| |                                            |                                                            |                                        |                 | |
| 341. | ISS-Expedition 26: EVA 1                   | Dmitri Kondratjew Oleg Skripotschka                        | 21. Januar 2011 14:29 – 19:52          | 5 h 23 min      | Ausrüstung des russischen Stationsteils, Abbau von zwei Experimenten |
| 342. | ISS-Expedition 26: EVA 2                   | Dmitri Kondratjew Oleg Skripotschka                        | 16. Februar 2011 13:30 – 18:21         | 4 h 51 min      | Montage von zwei Experimenten und Abbau eines weiteren Experiments |
| 343. | STS-133: EVA 1                             | Stephen Bowen Al Drew                                      | 28. Februar 2011 15:46 – 22:20         | 6 h 34 min      | Verlegen eines Kabels, Transport einer defekten Pumpe, Verlängerung der CETA-Schienenbahn |
| 344. | STS-133: EVA 2                             | Stephen Bowen Al Drew                                      | 2. März 2011 15:42 – 21:56             | 6 h 14 min      | Arbeiten an defekter Pumpe, Einholen von Experimenten |
| 345. | STS-134: EVA 1                             | Drew Feustel Gregory Chamitoff                             | 20. Mai 2011 07:10 – 13:29             | 6 h 19 min      | |
| 346. | STS-134: EVA 2                             | Drew Feustel Michael Fincke                                | 22. Mai 2011 06:05 – 14:12             | 8 h 07 min      | |
| 347. | STS-134: EVA 3                             | Drew Feustel Michael Fincke                                | 25. Mai 2011 05:43 – 12:37             | 6 h 54 min      | |
| 348. | STS-134: EVA 4                             | Michael Fincke Gregory Chamitoff                           | 27. Mai 2011 04:15 – 11:39             | 7 h 24 min      | |
| 349. | ISS-Expedition 28: EVA 1                   | Ronald Garan Michael Fossum                                | 12. Juli 2011 13:22 – 19:53            | 6 h 31 min      | |
| 350. | ISS-Expedition 28: EVA 2                   | Sergei Wolkow Alexander Samokutajew                        | 3. August 2011 14:50 – 21:13           | 6 h 23 min      | |
| |                                            |                                                            |                                        |                 | |
| 351. | ISS-Expedition 30: EVA 1                   | Oleg Kononenko Anton Shkaplerow                            | 16. Februar 2012 14:31 – 20:46         | 6 h 15 min      | |
| 352. | ISS-Expedition 32: EVA 1                   | Gennadi Padalka Juri Malentschenko                         | 20. August 2012 15:37 – 21:28          | 5 h 51 min      | Umsetzen des Strela-2 Transportarms von Pirs auf Sarja, Aussetzen des passiven Satelliten Sfera 53, Anbringen von 5 zusätzlichen Meteoritenschutz-Schilden an Swesda, Einholen des Experiments Biorisk                                          |
| 353. | ISS-Expedition 32: EVA 2                   | Sunita Williams Akihiko Hoshide                            | 30. August 2012 12:16 – 20:33          | 8 h 17 min      | |
| 354. | ISS-Expedition 32: EVA 3                   | Sunita Williams Akihiko Hoshide                            | 5. September 2012 11:06 – 17:34        | 6 h 28 min      | |
| 355. | ISS-Expedition 33: EVA 1                   | Sunita Williams Akihiko Hoshide                            | 1. November 2012 12:29 – 19:07         | 6 h 38 min      | |
| |                                            |                                                            |                                        |                 | |
| 356. | ISS-Expedition 35: EVA 1                   | Pawel Winogradow Roman Romanenko                           | 19. April 2013 14:03 – 20:41           | 6 h 38 min      | |
| 357. | ISS-Expedition 35: EVA 2                   | Chris Cassidy Thomas Marshburn                             | 11. Mai 2013 12:44 – 18:14             | 5 h 30 min      | |
| 358. | ISS-Expedition 36: EVA 1                   | Fjodor Jurtschichin Alexander Missurkin                    | 24. Juni 2013 13:32 – 20:06            | 6 h 34 min      | |
| 359. | ISS-Expedition 36: EVA 2                   | Chris Cassidy Luca Parmitano                               | 9. Juli 2013 12:02 – 18:09             | 6 h 07 min      | Erster Außeneinsatz eines Italieners |
| 360. | ISS-Expedition 36: EVA 3                   | Chris Cassidy Luca Parmitano                               | 16. Juli 2013 11:57 – 13:29            | 1 h 32 min      | Ausstieg vorzeitig beendet, wegen Wasser in Parmitanos Helm |
| 361. | ISS-Expedition 36: EVA 4                   | Fjodor Jurtschichin Alexander Missurkin                    | 16. August 2013 14:36 – 22:05          | 7 h 29 min      | |
| 362. | ISS-Expedition 36: EVA 5                   | Fjodor Jurtschichin Alexander Missurkin                    | 22. August 2013 11:34 – 17:32          | 5 h 58 min      | |
| 363. | ISS-Expedition 37: EVA 1                   | Oleg Kotow Sergei Rjasanski                                | 9. November 2013 14:34 – 20:24         | 5 h 50 min      | Übergabe einer olympischen Fackel im All, Demontage einer Fußhalterung und eines Handlaufs |
| 364. | ISS-Expedition 38: EVA 1                   | Richard Mastracchio Michael S. Hopkins                     | 21. Dezember 2013 12:01 – 17:29        | 5 h 28 min      | Austausch einer defekten Kühlpumpe |
| 365. | ISS-Expedition 38: EVA 2                   | Richard Mastracchio Michael S. Hopkins                     | 24. Dezember 2013 11:53 – 19:23        | 7 h 30 min      | Austausch einer defekten Kühlpumpe |
| 366. | ISS-Expedition 38: EVA 3                   | Oleg Kotow Sergei Rjasanski                                | 27. Dezember 2013 14:00 – 22:07        | 8 h 07 min      | Installation und Deinstallation zweier HD-Kameras an Swesda |
| |                                            |                                                            |                                        |                 | |
| 367. | ISS-Expedition 38: EVA 4                   | Oleg Kotow Sergei Rjasanski                                | 27. Januar 2014 14:00 – 20:08          | 6 h 08 min      | Installation zweier HD-Kameras an Swesda |
| 368. | ISS-Expedition 39: EVA 1                   | Richard Mastracchio Steven Swanson                         | 23. April 2014 13:56 – 15:32           | 1 h 36 min      | |
| 369. | ISS-Expedition 40: EVA 1                   | Alexander Skworzo Oleg Artemjew                            | 19. Juni 2014 14:10 – 21:33            | 7 h 23 min      | |
| 370. | ISS-Expedition 40: EVA 2                   | Alexander Skworzow Oleg Artemjew                           | 18. August 2014 14:02 – 19:13          | 5 h 11 min      | Chasqui-1 ausgesetzt, Außenexperimente installiert |
| 371. | ISS-Expedition 41: EVA 1                   | Reid Wiseman Alexander Gerst                               | 7. Oktober 2014 12:30 – 18:43          | 6 h 13 min      | Umlagerung einer defekten Kühlpumpe, Installation eines neuen Kabelsystems für den Greifarm |
| 372. | ISS-Expedition 41: EVA 2                   | Reid Wiseman Barry Wilmore                                 | 15. Oktober 2014 12:16 – 18:50         | 6 h 34 min      | Ersatz eines Stromwandlers und einer Elektronikbox |
| 373. | ISS-Expedition 41: EVA 3                   | Maxim Surajew Alexander Samokutjajew                       | 22. Oktober 2014 13:28 – 17:06         | 3 h 38 min      | Austausch von Experimenten und Entfernen zweier Antennen am Poisk-Modul |
| |                                            |                                                            |                                        |                 | |
| 374. | ISS-Expedition 42: EVA 1                   | Barry Wilmore Terry Virts                                  | 21. Februar 2015 12:45 – 19:26         | 6 h 41 min      | Kabelführung zur Vorbereitung der Montage des International Docking Adapter (IDA) |
| 375. | ISS-Expedition 42: EVA 2                   | Barry Wilmore Terry Virts                                  | 24. Februar 2015 11:51 – 18:34         | 6 h 43 min      | Vorbereitungen zur Ankunft von BEAM und der Umpositionierung des PMM |
| 376. | ISS-Expedition 42: EVA 3                   | Barry Wilmore Terry Virts                                  | 1. März 2015 11:52 – 17:30             | 5 h 38 min      | Abschluss der Kabelverlegungsarbeiten, Installation zweier Antennen und Retroreflektoren sowie Vorbereitungen zur Installation des International Docking Adapter (IDA)                                                                          |
| 377. | ISS-Expedition 44: EVA 1                   | Gennadi Padalka Michail Kornijenko                         | 10. August 2015 06:20 – 11:51          | 5 h 31 min      | Fotografische Inspektion des russischen Teils der Station sowie Bergung eines Experiments und Anfertigung von Oberflächenproben |
| 378. | ISS-Expedition 45: EVA 1                   | Scott Kelly Kjell Lindgren                                 | 28. Oktober 2015 12:03 – 19:19         | 7 h 16 min      | Schwerpunkt dieser EVA war das Anbringen einer Hitzeschutz-Abdeckung am Alpha-Magnet-Spektrometer |
| 379. | ISS-Expedition 45: EVA 2                   | Scott Kelly Kjell Lindgren                                 | 6. November 2015 11:22 – 19:10         | 7 h 48 min      | Die beiden Astronauten versuchten, die ursprüngliche Konfiguration im Ammoniak-Kühlkreislauf in der Backbord-Seite der ITS-Gitterstruktur wiederherzustellen                                                                                    |
| 380. | ISS-Expedition 46: EVA 1                   | Scott Kelly Timothy Kopra                                  | 21. Dezember 2015 12:45 – 16:01        | 3 h 16 min      | Ungeplante EVA: Das Mobile Servicing System, welches ein wichtiges Element für den Roboterarm Canadarm2 ist, war ein paar Tage vor dem Einsatz ausgefallen                                                                                      |
| |                                            |                                                            |                                        |                 | |
| 381. | ISS-Expedition 46: EVA 2                   | Timothy Kopra Timothy Peake                                | 15. Januar 2016 12:48 – 17:31          | 4 h 43 min      | Hauptaufgabe war es, einen am 13. November 2015 ausgefallenen Spannungswandler zu ersetzen |
| 382. | ISS-Expedition 46: EVA 3                   | Juri Malentschenko Sergei Wolkow                           | 3. Februar 2016 13:10 – 18:40          | 5 h 30 min      | Die beiden Kosmonauten nahmen Proben von der Außenfläche der Ausstiegsluke und vom Bereich der Antriebsabdeckung am Fenster Nummer 8 von Swesda                                                                                                 |
| 383. | ISS-Expedition 48: EVA 1                   | Jeffrey Williams Kathleen Rubins                           | 19. August 2016 12:04 – 18:02          | 5 h 58 min      | Befestigung des IDA-2 am PMA-2 Adapter, zum Ankoppeln der privat betriebenen Raumschiffe CST-100 Starliner und Dragon V2 im Rahmen des kommerziellen Crewaustauschs                                                                             |
| 384. | ISS-Expedition 48: EVA 2                   | Jeffrey Williams Kathleen Rubins                           | 1. September 2016 11:53 – 18:41        | 6 h 48 min      | Wartungsarbeiten an Experimenten, Flicken eines Lecks im Kühlsystem der Station sowie Installation der ersten einer Reihe von hochauflösenden TV-Kameras zur Beobachtung von Außenbordarbeiten sowie an- und abfliegenden Raumschiffe           |
| |                                            |                                                            |                                        |                 | |
| 385. | ISS-Expedition 50: EVA 1                   | Shane Kimbrough Peggy Whitson                              | 6. Januar 2017 12:23 – 18:54           | 6 h 31 min      | Installation der ersten drei von sechs neuen Lithium-Ionen-Batterien mit passenden Halterungen |
| 386. | ISS-Expedition 50: EVA 2                   | Shane Kimbrough Thomas Pesquet                             | 13. Januar 2017 11:22 – 17:20          | 5 h 58 min      | Komplexe Umrüstarbeiten am elektrischen System der Station wie der Installation der übrigen drei neuen Lithium-Ionen-Batterien |
| 387. | ISS-Expedition 50: EVA 3                   | Shane Kimbrough Thomas Pesquet                             | 24. März 2017 11:24 – 17:58            | 6 h 34 min      | Vorbereitung des PMA-3 Adapter für die Verlegung an die erdabgewandte Seite von Node 2, Austausch zweier Kameramodule und einem Steuerungsgerät sowie Inspizierung eines Ventils des Kühlsystems und schmierten die Greifvorrichtung von Dextre |
| 388. | ISS-Expedition 50: EVA 4                   | Shane Kimbrough Peggy Whitson                              | 30. März 2017 12:29 – 19:33            | 7 h 04 min      | Kimbrough tauschte ein Steuerungsgerät, während Whitson verschiedene Arbeiten zum Anschluss des zuvor versetzten PMA-3 an Harmony durchführte, Anbringen von vier Abdeckungen am CBM von Tranquility                                            |
| 389. | ISS-Expedition 51: EVA 1                   | Peggy Whitson Jack Fischer                                 | 12. Mai 2017 13:01 – 17:21             | 4 h 13 min      | 200. Außenbordeinsatz im Rahmen des Betriebs der ISS: Austauschen einer Avionikbox, Wartungs- und Ausbauarbeiten |
| 390. | ISS-Expedition 51: EVA 2                   | Peggy Whitson Jack Fischer                                 | 23. Mai 2017 11:20 – 14:06             | 2 h 46 min      | Während Whitson ein fehlerhaftes Steuerungsgerät ersetzte, installierte Fischer Antennen an Destiny, um die Kommunikation bei zukünftigen Weltraumausstiegen zu verbessern                                                                      |
| 391. | ISS-Expedition 52: EVA 1                   | Fjodor Jurtschichin Sergei Rjasanski                       | 17. August 2017 14:36 – 22:10          | 7 h 34 min      | Aussetzen von Nano-Satelliten aus, Sammeln von Materialproben und Ausstattungsarbeiten |
| 392. | ISS-Expedition 53: EVA 1                   | Randolph Bresnik Mark Vande Hei                            | 5. Oktober 2017 12:05 – 19:00          | 6 h 55 min      | Ersetzen eines von zwei Latching End Effectors (LEE) am Greifarm Canadarm2 |
| 393. | ISS-Expedition 53: EVA 2                   | Randolph Bresnik Mark Vande Hei                            | 10. Oktober 2017 11:47 – 18:22         | 6 h 26 min      | Beendigung der Arbeiten am Latching End Effectors (LEE) und Ersetzen von Kameras am Destiny-Modul |
| 394. | ISS-Expedition 53: EVA 3                   | Randolph Bresnik Joseph M. Acaba                           | 20. Oktober 2017 11:56 – 18:36         | 6 h 49 min      | Austausch einer defekten Kamera am Canadarm2, Austausch einer Sicherung am Dextre, Installation einer HD-Kamera an der EHDCA sowie Vorbereitung von potentiell benötigten Ersatzteilen                                                          |
| |                                            |                                                            |                                        |                 | |
| 395. | ISS-Expedition 54: EVA 1                   | Mark Thomas Vande Hei Scott Tingle                         | 23. Januar 2018 11:49 – 19:13          | 7 h 24 min      | Austausch eines von zwei Latching End Effectors am Canadarm2 |
| 396. | ISS-Expedition 54: EVA 2                   | Alexander Missurkin Anton Schkaplerow                      | 2. Februar 2018 15:34 – 23:47          | 8 h 13 min      | Austausch eines Antennensystems auf der Rückseite von Swesda |
| 397. | ISS-Expedition 54: EVA 3                   | Mark Thomas Vande Hei Norishige Kanai                      | 16. Februar 2018 12:57 – 18:14         | 5 h 57 min      | Fertigstellung der Arbeiten am Canadarm2 |
| 398. | ISS-Expedition 55: EVA 1                   | Andrew Feustel Richard Arnold                              | 29. März 2018 13:33 – 19:43            | 6 h 20 min      | Installation zweier Wi-Fi-Antennen, Entfernen zweier verdächtiger Ammoniak-Kühlschläuche und Austausch eines Kamerasystems |
| 399. | ISS-Expedition 55: EVA 2                   | Andrew Feustel Richard Arnold                              | 16. Mai 2018 11:39 – 18:10             | 6 h 31 min      | Austausch und Neupositionierung zweier Kühlpumpen |
| 400. | ISS-Expedition 56: EVA 1                   | Andrew Feustel Richard Arnold                              | 14. Juni 2018 12:06 – 18:55            | 6 h 49 min      | Installation zweier Halteklammern und Kameras am Harmony-Modul |
| 401. | ISS-Expedition 56: EVA 2                   | Oleg Artemjew Sergei Prokopjew                             | 15. August 2018 16:17 – 00:03          | 7 h 46 min      | Freisetzung von vier Nanosatelliten und Installation der ICARUS-Antenne für das gleichnamige deutsch-russische Forschungsprojekt |
| 402. | ISS-Expedition 57: EVA 1                   | Oleg Kononenko Sergei Prokopjew                            | 11. Dezember 2018 15:59 – 23:44        | 7 h 45 min      | Untersuchung der beschädigten Außenhülle von Sojus MS-09 und Austausch von Experimenten an Rasswet |
| |                                            |                                                            |                                        |                 | |
| 403. | ISS-Expedition 59: EVA 1                   | Anne McClain Nick Hague                                    | 22. März 2019 13:01 – 19:40            | 6 h 39 min      | Austausch von sechs alten Nickel-Wasserstoff-Batterien durch drei neue Lithium-Ionen-Batterien |
| 404. | ISS-Expedition 59: EVA 2                   | Christina Koch Nick Hague                                  | 29. März 2019 11:42 – 18:27            | 6 h 45 min      | Austausch von sechs alten Nickel-Wasserstoff-Batterien durch drei neue Lithium-Ionen-Batterien |
| 405. | ISS-Expedition 59: EVA 3                   | Anne McClain David Saint-Jacques                           | 8. April 2019 11:31 – 18:00            | 6 h 29 min      | Austausch einer neuen, defekten Lithium-Ionen-Batterie, Installation einer redundanten Stromversorgung für Canadarm2 und Installation von Bolzen zur Experimentbefestigung am Raumlabor Columbus                                                |
| 406. | ISS-Expedition 59: EVA 4                   | Oleg Kononenko Alexei Owtschinin                           | 29. Mai 2019 15:42 – 21:43             | 6 h 01 min      | Wartungsarbeiten und Einholen von Experimenten |
| 407. | ISS-Expedition 60: EVA 1                   | Nick Hague Andrew Morgan                                   | 21. August 2019 12:27 – 18:59          | 6 h 32 min      | Installation des zweiten und letzten International Docking Adapter (IDA) am Harmony-Modul |
| 408. | ISS-Expedition 61: EVA 1                   | Christina Koch Andrew Morgan                               | 6. Oktober 2019 11:39 – 18:40          | 7 h 01 min      | Beginn des Batterieaustauschs am P6 |
| 409. | ISS-Expedition 61: EVA 2                   | Andrew Morgan Christina Koch                               | 11. Oktober 2019 11:38 – 18:23         | 6 h 45 min      | Fortführung des Batterieaustauschs am P6 |
| 410. | ISS-Expedition 61: EVA 3                   | Christina Koch Jessica Meir                                | 18. Oktober 2019 11:38 – 18:55         | 7 h 17 min      | Austausch einer defekten Lade-/Entladeeinheit am P6 |
| 411. | ISS-Expedition 61: EVA 4                   | Luca Parmitano Andrew Morgan                               | 15. November 2019 11:39 – 18:18        | 6 h 39 min      | Reparaturarbeiten am Alpha-Magnet-Spektrometer |
| 412. | ISS-Expedition 61: EVA 5                   | Luca Parmitano Andrew Morgan                               | 22. November 2019 12:02 – 16:35        | 6 h 33 min      | Fortsetzung der Reparaturarbeiten am Alpha-Magnet-Spektrometer |
| 413. | ISS-Expedition 61: EVA 6                   | Luca Parmitano Andrew Morgan                               | 2. Dezember 2019 11:31 – 17:33         | 6 h 02 min      | Fortsetzung der Reparaturarbeiten am Alpha-Magnet-Spektrometer |
| 2020er - 21 - 22 - 23 - 24 - 25 |                                            |                                                            |                                        |                 | |
| 414. | ISS-Expedition 61: EVA 7                   | Christina Koch Jessica Meir                                | 15. Januar 2020 11:35 – 19:04          | 7 h 29 min      | Fortführung des Batterieaustauschs am P6 |
| 415. | ISS-Expedition 61: EVA 8                   | Christina Koch Jessica Meir                                | 20. Januar 2020 11:35 – 18:33          | 6 h 58 min      | Fortführung des Batterieaustauschs am P6 |
| 416. | ISS-Expedition 61: EVA 9                   | Luca Parmitano Andrew Morgan                               | 25. Januar 2020 12:04 – 18:20          | 6 h 16 min      | Fertigstellung der Reparaturarbeiten am Alpha-Magnet-Spektrometer |
| 417. | ISS-Expedition 63: EVA 1                   | Chris Cassidy Robert Behnken                               | 26. Juni 2020 11:32 – 17:39            | 6 h 7 min       | Beginn des Batterieaustauschs am S6 |
| 418. | ISS-Expedition 63: EVA 2                   | Chris Cassidy Robert Behnken                               | 1. Juli 2020 11:13 – 17:14             | 6 h 1 min       | Fortführung des Batterieaustauschs am S6 |
| 419. | ISS-Expedition 63: EVA 3                   | Chris Cassidy Robert Behnken                               | 16. Juli 2020 11:10 – 17:10            | 6 h             | Fortführung des Batterieaustauschs am S6 |
| 420. | ISS-Expedition 63: EVA 4                   | Chris Cassidy Robert Behnken                               | 21. Juli 2020 11:12 – 16:41            | 5 h 29 min      | Fortführung des Batterieaustauschs am S6, Vorbereitungen für die Anbringung des Bishop-Moduls sowie weitere kleine Arbeiten |
| 421. | ISS-Expedition 64: EVA 1                   | Sergei Ryschikow Sergei Kud-Swertschkow                    | 18. November 2020 15:12 – 22:00        | 6 h 48 min      | Beginn der Arbeiten zum Entfernen von Pirs |
| |                                            |                                                            |                                        |                 | |
| 422. | ISS-Expedition 64: EVA 2                   | Michael Hopkins Victor Glover                              | 27. Januar 2021 11:28 – 18:24          | 6 h 56 min      | Arbeiten an der externen Experimentierplattform Bartolomeo von Airbus an Columbus |
| 423. | ISS-Expedition 64: EVA 3                   | Michael Hopkins Victor Glover                              | 1. Februar 2021 12:56 – 18:16          | 5 h 20 min      | Abschluss des Batterieaustauschs. |
| 424. | ISS-Expedition 64: EVA 4                   | Kathleen Rubins Victor Glover                              | 28. Februar 2021 11:12 – 18:16         | 7 h 4 min       | Vorbereitungen zur Installation neuer Solararrays (iROSA) |
| 425. | ISS-Expedition 64: EVA 5                   | Kathleen Rubins Sōichi Noguchi                             | 5. März 2021 11:37 – 18:33             | 6 h 56 min      | Vorbereitungen zur Installation neuer Solararrays (iROSA) |
| 426. | ISS-Expedition 64: EVA 6                   | Michael Hopkins Victor Glover                              | 13. März 2021 12:14 – 19:01            | 6 h 47 min      | Fortführung der Arbeiten an Bartolomeo sowie weitere Wartungsarbeiten |
| 427. | ISS-Expedition 65: EVA 1                   | Oleg Nowizki Pjotr Dubrow                                  | 2. Juni 2021 05:53 – 13:12             | 7 h 19 min      | Fortführung der Arbeiten zum Entfernen von Pirs |
| 428. | ISS-Expedition 65: EVA 2                   | Shane Kimbrough Thomas Pesquet                             | 16. Juni 2021 12:11 – 19:26            | 7 h 15 min      | Beginn der Installation neuer Solararrays (iROSA) |
| 429. | ISS-Expedition 65: EVA 3                   | Shane Kimbrough Thomas Pesquet                             | 20. Juni 2021 11:42 – 18:10            | 6 h 28 min      | Fortführung der Installation neuer Solararrays (iROSA) |
| 430. | ISS-Expedition 65: EVA 4                   | Shane Kimbrough Thomas Pesquet                             | 25. Juni 2021 11:52 – 18:37            | 6 h 45 min      | Fortführung der Installation neuer Solararrays (iROSA) |
| 431. | Chinesische Raumstation Shenzhou 12: EVA 1 | Liu Boming Tang Hongbo                                     | 4. Juli 2021 00:26 – 06:57             | 6 h 31 min      | Test des mechanischen Arms, Verbesserungen an einer Außenkamera |
| 432. | Chinesische Raumstation Shenzhou 12: EVA 2 | Nie Haisheng Liu Boming                                    | 20. August 2021 00:45 – 06:33          | 5 h 48 min      | Montage einer Pumpeneinheit für das Kühlsystem und einer Werkzeugkiste, Verbesserungen an einer weiteren Außenkamera |
| 433. | ISS-Expedition 65: EVA 5                   | Oleg Nowizki Pjotr Dubrow                                  | 3. September 2021 14:41 – 22:35        | 7 h 54 min      | Beginn der Arbeiten zur Einrichtung von Nauka |
| 434. | ISS-Expedition 65: EVA 6                   | Oleg Nowizki Pjotr Dubrow                                  | 9. September 2021 14:51 – 22:16        | 7 h 25 min      | Fortführung der Arbeiten zur Einrichtung von Nauka |
| 435. | ISS-Expedition 65: EVA 7                   | Akihiko Hoshide Thomas Pesquet                             | 12. September 2021 12:15 – 19:09       | 6 h 54 min      | Fortführung der Installation neuer Solararrays (iROSA) |
| 436. | Chinesische Raumstation Shenzhou 13: EVA 1 | Zhai Zhigang Wang Yaping                                   | 7. November 2021 10:51 – 17:16         | 6 h 25 min      | Montage einer Verankerung für den mechanischen Arm |
| 437. | ISS-Expedition 66: EVA 1                   | Thomas Marshburn Kayla Barron                              | 2. Dezember 2021 11:15 – 17:47         | 6 h 32 min      | Austausch einer Kommunikationsantenne am Truss |
| 438. | Chinesische Raumstation Shenzhou 13: EVA 2 | Ye Guangfu Zhai Zhigang                                    | 26. Dezember 2021 10:50 – 16:55        | 6 h 05 min      | Verbesserungen an einer Außenkamera, Montage einer Fußverankerung |
| |                                            |                                                            |                                        |                 | |
| 439. | ISS-Expedition 66: EVA 2                   | Anton Schkaplerow Pjotr Dubrow                             | 19. Januar 2022 12:17 – 19:28          | 7 h 11 min      | Vorbereitungen von Pritschal zum Andocken von Sojus-Raumschiffen |
| 440. | ISS-Expedition 66: EVA 3                   | Raja Chari Kayla Barron                                    | 15. März 2022 12:12 – 19:06            | 6 h 54 min      | Fortführung der Installation neuer Solararrays (iROSA) |
| 441. | ISS-Expedition 66: EVA 4                   | Raja Chari Matthias Maurer                                 | 23. März 2022 12:32 – 19:26            | 6 h 54 min      | Austausch von Komponenten des Kühlsystems, Austausch einer Kamera sowie Anschluss von Strom- und Datenverbindungen an die externe europäischen Forschungsplattform Bartolomeo                                                                   |
| 442. | ISS-Expedition 67: EVA 1                   | Oleg Artemjew Denis Matwejew                               | 18. April 2022 13:01 – 21:37           | 6 h 37 min      | Fortführung der Arbeiten zur Einrichtung von Nauka und Anbringung des European Robotic Arm |
| 443. | ISS-Expedition 67: EVA 2                   | Oleg Artemjew Denis Matwejew                               | 28. April 2022 14:58 – 22:40           | 7 h 42 min      | Fortführung der Arbeiten zur Einrichtung von Nauka und Anbringung des European Robotic Arm |
| 444. | ISS-Expedition 67: EVA 3                   | Oleg Artemjew Samantha Cristoforetti                       | 21. Juli 2022 14:50 – 21:55            | 7 h 05 min      | Fortführung der Arbeiten zur Einrichtung von Nauka und Anbringung des European Robotic Arm |
| 445. | ISS-Expedition 67: EVA 4                   | Oleg Artemjew Denis Matwejew                               | 17. August 2022 13:53 – 17:54          | 4 h 01 min      | Fortführung der Arbeiten zur Einrichtung von Nauka und Anbringung des European Robotic Arm, vorzeitige Beendigung des Einsatzes aufgrund eines Spannungsabfalls der Batterien von Artemjews Raumanzug                                           |
| 446. | Chinesische Raumstation Shenzhou 14: EVA 1 | Chen Dong Liu Yang                                         | 1. September 2022 11:09 – 16:33        | 5 h 24 min      | Montage einer Pumpeneinheit für das Kühlsystem und einer Werkzeugkiste, Verbesserungen an einer Außenkamera, Rettungsübung |
| 447. | ISS-Expedition 67: EVA 5                   | Oleg Artemjew Denis Matwejew                               | 2. September 2022 13:25 – 21:12        | 7 h 47 min      | Fortführung der Arbeiten zur Einrichtung von Nauka |
| 448. | Chinesische Raumstation Shenzhou 14: EVA 2 | Chen Dong Cai Xuzhe                                        | 17. September 2022 05:35 – 09:47       | 4 h 12 min      | Montage einer Pumpeneinheit für die Außennutzlasten und eines Handgriffs, Rettungsübung |
| 449. | ISS-Expedition 68: EVA 1                   | Josh Cassada Francisco Rubio                               | 15. November 2022 14:14 – 21:25        | 7 h 11 min      | Fortführung der Installation neuer Solararrays (iROSA) |
| 450. | Chinesische Raumstation Shenzhou 14: EVA 3 | Chen Dong Cai Xuzhe                                        | 17. November 2022 03:16 – 08:50        | 5 h 34 min      | Montage zweier Verbindungsbrücken zwischen den Raumstationmodulen, Verbesserungen an einer Außenkamera |
| 451. | ISS-Expedition 67: EVA 2                   | Sergei Prokopjew Dmitri Petelin                            | 17. November 2022 14:39 – 21:07        | 6 h 25 min      | Fortführung der Arbeiten zur Einrichtung von Nauka |
| 452. | ISS-Expedition 68: EVA 3                   | Josh Cassada Francisco Rubio                               | 3. Dezember 2022 12:16 – 19:21         | 7 h 05 min      | Fortführung der Installation neuer Solararrays (iROSA) |
| 453. | ISS-Expedition 68: EVA 4                   | Francisco Rubio Josh Cassada                               | 22. Dezember 2022 13:19 – 20:27        | 7 h 08 min      | Fortführung der Installation neuer Solararrays (iROSA) |
| |                                            |                                                            |                                        |                 | |
| 454. | ISS-Expedition 68: EVA 5                   | Kōichi Wakata Nicole Mann                                  | 20. Januar 2023 13:14 – 20:35          | 7 h 21 min      | Fortführung der Installation neuer Solararrays (iROSA) |
| 455. | Chinesische Raumstation Shenzhou 15: EVA 1 | Fei Junlong Zhang Lu                                       | 9. Februar 2023 09:10 – 16:16          | 7 h 6 min       | Montage einer Pumpeneinheit |
| In diesem Artikel oder Abschnitt fehlen noch folgende wichtige Informationen: Drei chinesische Weltraumausstiege Hilf der Wikipedia, indem du sie recherchierst und einfügst . |                                            |                                                            |                                        |                 | |
| 459. | ISS-Expedition 69: EVA 1                   | Sergei Prokopjew Dmitri Petelin                            | 19. April 2023 01:40 – 09:55           | 7 h 55 min      | Fortführung der Arbeiten zur Einrichtung von Nauka |
| 460. | ISS-Expedition 69: EVA 2                   | Stephen Bowen Sultan al-Nejadi                             | 28. April 2023 13:11 – 20:12           | 7 h 01 min      | Fortführung der Installation neuer Solararrays (iROSA) |
| 461. | ISS-Expedition 69: EVA 3                   | Sergei Prokopjew Dmitri Petelin                            | 3. Mai 2023 20:00 – 03:11              | 7 h 11 min      | Fortführung der Arbeiten zur Einrichtung von Nauka |
| 462. | ISS-Expedition 69: EVA 4                   | Sergei Prokopjew Dmitri Petelin                            | 12. Mai 2023 15:47 – 23:01             | 5 h 14 min      | Fortführung der Arbeiten zur Einrichtung von Nauka |
| 463. | ISS-Expedition 69: EVA 5                   | Stephen Bowen Warren Hoburg                                | 9. Juni 2023 13:15 – 19:18             | 6 h 03 min      | Fortführung der Installation neuer Solararrays (iROSA) |
| 464. | ISS-Expedition 69: EVA 6                   | Stephen Bowen Warren Hoburg                                | 15. Juni 2023 12:42 – 18:17            | 5 h 35 min      | Fortführung der Installation neuer Solararrays (iROSA) |
| 465. | ISS-Expedition 69: EVA 7                   | Sergei Prokopjew Dmitri Petelin                            | 22. Juni 2023 14:24 – 20:48            | 6 h 24 min      | Entfernen von Experimenten und Verlegen eines Kabels |
| 466. | Chinesische Raumstation Shenzhou 16: EVA 1 | Jing Haipeng Zhu Yangzhu                                   | 20. Juli 2023 05:45 – 13:40            | 7 h 55 min      | Installation und Anhebung von Halterungen für Panoramakameras an den Kern- und Labormodulen |
| 467. | ISS-Expedition 69: EVA 8                   | Sergei Prokopjew Dmitri Petelin                            | 9. August 2023 14:44 – 21:19           | 6 h 35 min      | Fortführung der Arbeiten zur Einrichtung von Nauka |
| 468. | ISS-Expedition 70: EVA 1                   | Oleg Kononenko Nikolai Tschub                              | 25. Oktober 2023 17:49 – 01:30         | 7 h 41 min      | Installation eines Mini-Radar-Experiments an Nauka, starteten eines CubeSats und Fotografieren der RTOd-Kühler um diesen später reparieren zu können                                                                                            |
| 469. | ISS-Expedition 70: EVA 2                   | Jasmin Moghbeli Loral O’Hara                               | 1. November 2023 12:05 – 18:47         | 6 h 42 min      | Fortführung der Installation neuer Solararrays (iROSA) |
| 470. | Chinesische Raumstation Shenzhou 17: EVA 1 | Tang Hongbo Tang Shengjie                                  | 21. Dezember 2023 06:10 – 13:35        | 7 h 25 min      | Reparatur der Solaranlage nach Beschädigung durch Mikrometeoriten und Weltraummüll |
| |                                            |                                                            |                                        |                 | |
| 471. | Chinesische Raumstation Shenzhou 17: EVA 2 | Tang Hongbo Jiang Xinlin                                   | 1. März 2024 21:30 – 05:32             | 7 h 52 min      | Inspektion der zuvor reparierten Solarmodule, Wartung der restlichen Anlage |
| 472. | ISS-Expedition 71: EVA 1                   | Oleg Kononenko Nikolai Tschub                              | 25. April 2024 14:57 – 19:33           | 4 h 36 min      | Aktivierung des Mini-Radars, Installation von Experimenten, Repositionierung von Messgeräten und Reinigung von Handläufen auf Poisk und Nauka                                                                                                   |
| 473. | Chinesische Raumstation Shenzhou 18: EVA 1 | Ye Guangfu Li Guangsu                                      | 28. Mai 2024 02:35 – 19:58             | 7 h 52 min      | Installation von Schutzvorrichtungen gegen Weltraummüll und die Inspektion von extravehikulären Geräten und Einrichtungen |
| 474. | ISS-Expedition 71: EVA 2                   | Tracy Caldwell Dyson Michael Barratt                       | 24. Juni 2024 12:46 – 13:17            | 0 h 31 min      | Abbruch des Einsatzes nach aufgrund eines Wasserlecks in Dysons Raumanzug |
| 475. | Chinesische Raumstation Shenzhou 18: EVA 2 | Ye Guangfu Li Cong                                         | 3. Juli 2024 08:20 – 14:51             | 6 h 31 min      | Installation von Schutzvorrichtungen gegen Weltraummüll und die Inspektion von extravehikulären Geräten und Einrichtungen |
| 476. | Polaris Dawn                               | Jared Isaacman Scott Poteet Sarah Gillis Anna Menon        | 12. September 2024 13:01 – 19:01       | 0 h 32 min      | Ersten Außenbordeinsatz der privaten Raumfahrer, Stand-Up-EVA ohne das Raumschiff vollständig zu verlassen |
| 477. | Chinesische Raumstation Shenzhou 19: EVA 1 | Cai Xuzhe Song Lingdong                                    | 18. Dezember 2024 04:51 – 13:57        | 9 h 06 min      | Installation von Schutzvorrichtungen gegen Weltraummüll und die Inspektion von extravehikulären Geräten und Einrichtungen |
| 478. | ISS-Expedition 72: EVA 1                   | Alexei Owtschinin Iwan Wagner                              | 19. Dezember 2024 15:36 – 22:53        | 7 h 17 min      | Installation eines Experimentpakets zur Überwachung von Röntgenquellen im Weltraum, die Anbringung neuer elektrischer Verbindungspaneele und die Entfernung mehrerer Experimente zur Entsorgung                                                 |
| |                                            |                                                            |                                        |                 | |
| 478. | ISS-Expedition 72: EVA 2                   | Nick Hague Sunita Williams                                 | 16. Januar 2025 13:01 – 19:01          | 6 h 00 min      | Ersetzen des Rate-Gyro-Modul 2, Austausch eines Navigationsreflektors an IDA 3, und Reparaturen an NICER |
| 479. | Chinesische Raumstation Shenzhou 19: EVA 2 | Cai Xuzhe Song Lingdong                                    | 20. Januar 2025 08:55 – 17:12          | 8 h 17 min      | Installation von Schutzvorrichtungen gegen Weltraummüll und die Inspektion von extravehikulären Geräten und Einrichtungen |
| 480. | ISS-Expedition 72: EVA 3                   | Sunita Williams Nick Hague                                 | 30. Januar 2025 13:43 – 19:09          | 5 h 26 min      | Einholen der SASA-Antenna und von Proben |
| 481. | Chinesische Raumstation Shenzhou 19: EVA 3 | Cai Xuzhe Song Lingdong                                    | 21. März 2025 05:45 – 12:50            | 7 h 05 min      | Installation von Schutzvorrichtungen gegen Weltraummüll und die Inspektion von extravehikulären Geräten und Einrichtungen |
| 482. | ISS-Expedition 73: EVA 1                   | Anne McClain Nichole Ayers                                 | 1. Mai 2025 13:05 – 18:49              | 5 h 44 min      | Fortführung der Installation neuer Solararrays (iROSA) |
| 483. | Chinesische Raumstation Shenzhou 20: EVA 1 | Chen Dong Chen Zhongrui                                    | 22. Mai 2025 08:49 – TBD               | TBD             | Installation von Schutzvorrichtungen gegen Weltraummüll und die Inspektion von extravehikulären Geräten und Einrichtungen |

Seit dem Übergang in die Nutzungs- und Erweiterungsphase der Chinesischen Raumstation am 24. Februar 2023 betrachtet das Büro für bemannte Raumfahrt Außenbordeinsätze als Routine und gibt keine Details zur genauen Dauer und den durchgeführten Arbeiten mehr bekannt.